# Galería Uffizi
La Galería Uffizi (del italiano: Galleria degli Uffizi) es un palacio y museo de Florencia que posee una de las más antiguas e importantes colecciones de arte del mundo. Es una de las atracciones turísticas más visitadas de Florencia y la pinacoteca más concurrida de Italia, que en 2019 recibió 2,8 millones de visitantes.
Si bien tiene obras representativas de hasta veinte siglos atrás (como piezas romanas y griegas del siglo I a. C., así como colecciones de la Edad Media y modernas), Uffizi es famosa por sus obras maestras del Trecento, el Prerrenacimiento, el Renacimiento y el Barroco, de artistas italianos como Giotto, Cimabue, Fra Angelico, Fra Filippo Lippi, Piero della Francesca, Sandro Botticelli, Domenico Ghirlandaio, Rafael, Miguel Ángel, Leonardo Da Vinci, Tiziano y Caravaggio, entre muchos otros. Cuenta también con importantes ejemplos de otras escuelas artísticas europeas, de maestros como Hugo van der Goes, Rogier van der Weyden, Rubens, Rembrandt y Goya.

## Historia
La construcción del palacio de los Uffizi fue comenzada en 1560 por Giorgio Vasari, siguiendo órdenes de Cosme I de Médici. Su finalidad inicial era albergar las oficinas de las magistraturas florentinas, función de la que deriva su nombre de «Galería de las Oficinas». Las obras terminaron en 1580 y durante años partes del palacio sirvieron para almacenar las piezas de arte de la magnífica colección de la familia Médici.
En 1565 se creó el Corredor vasariano para conectar los Uffizi con el Palacio Pitti, primero reservado a la corte y finalmente abierto al público en 1865.
Ante la extinción de la dinastía Médici en el siglo XVIII, las obras de arte corrieron el riesgo de ser transferidas a Viena, ya que el ducado de Florencia pasó a ser dominio austríaco. Sin embargo, la última duquesa Ana María había decretado la permanencia de la colección en Florencia al donárselas en su testamento al pueblo de Florencia, siendo el embrión del museo. La galería era abierta a los visitantes que lo solicitaban durante el siglo XVI y en 1769 abrió oficialmente al público como museo por iniciativa de Leopoldo II, en aquel entonces Gran Duque de Toscana.
Obras como las estatuas renacentistas fueron trasladadas durante el siglo XIX a otro museo florentino, el Museo nacional del Bargello.
En 1993, un coche-bomba explotó en Via dei Georgofili, matando a cinco personas y produciendo graves daños al palacio. La parte más afectada fue la Sala de Níobe de esculturas clásicas y cuya decoración neoclásica tuvo que ser restaurada. El atentado no fue esclarecido aunque fue atribuido a la Cosa Nostra.
La Galería Uffizi hoy forma parte de un complejo museístico que incluye el Corredor vasariano, las colecciones del Palacio Pitti y el Jardín de Bóboli.

## Salas de la Galería Uffizi

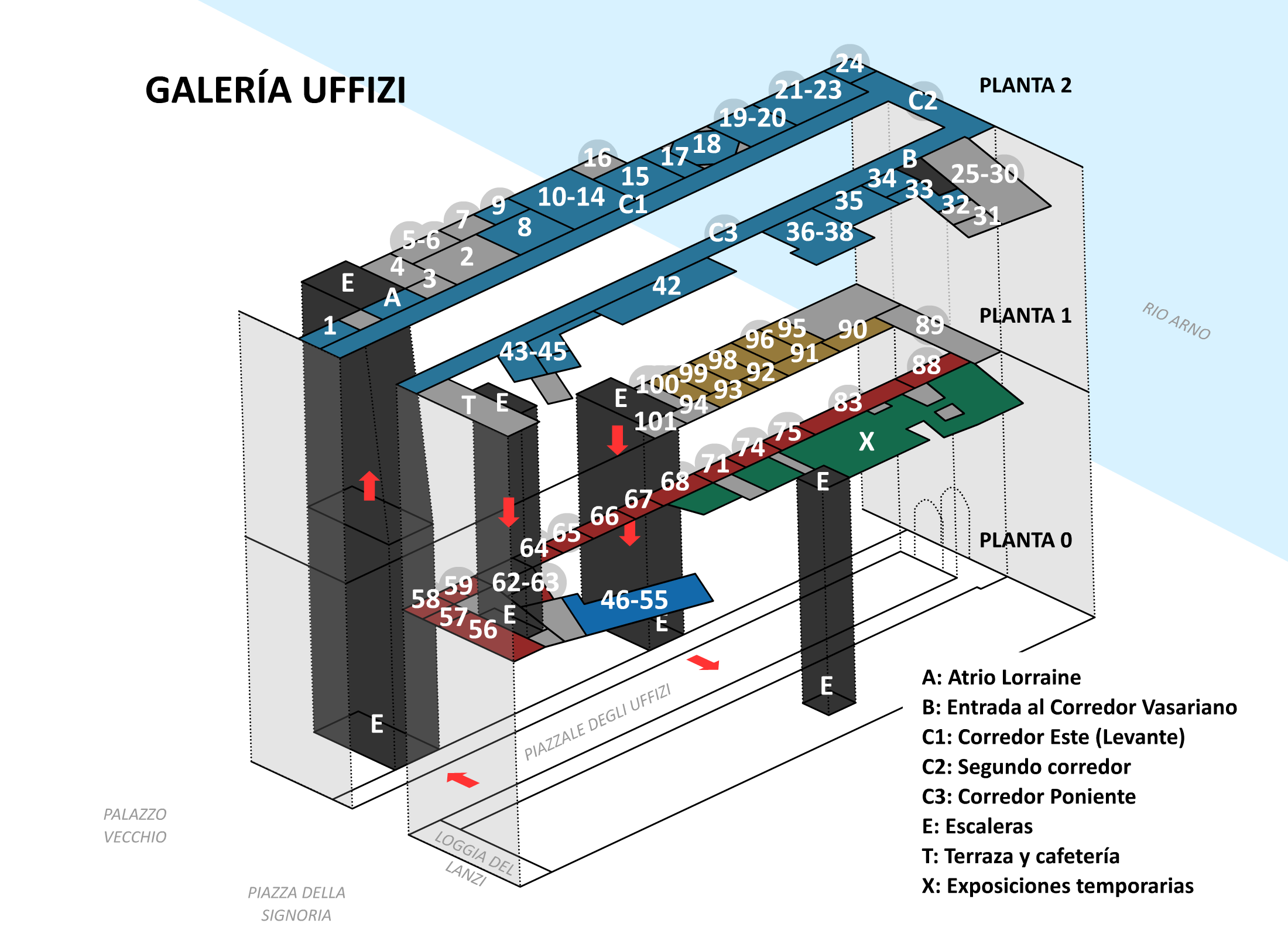
Plano del museo.

La colección de arte de los Uffizi es muy amplia, con fondos incluso no expuestos por falta de espacio. La exposición se distribuye a lo largo de dos pisos del palacio, ordenada cronológicamente, comenzando su recorrido por el segundo piso.
Las salas de la Galería Uffizi son las siguientes:

### Vestíbulo de entrada

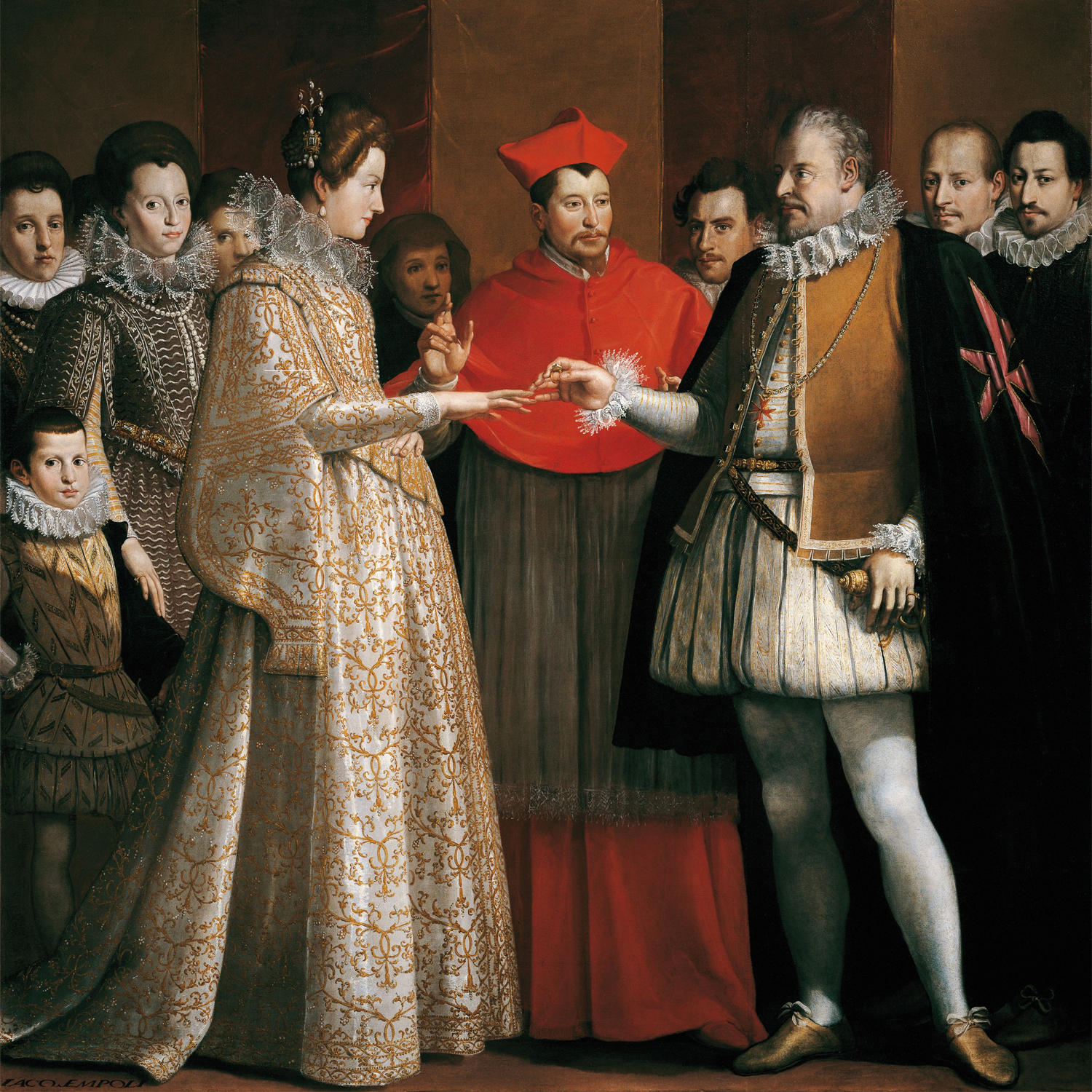
Boda de María de Médici con Enrique IV de Francia (1600, Jacopo Chimenti).

Este espacio, compuesto de tres vestíbulos, fue realizado a finales del Settecento, cuando, por voluntad del Gran Duque Pietro Leopoldo, fue completada la escalera monumental que permitió un nuevo acceso a la Galería.
Está decorado con estatuas, sarcófagos y relieves antiguos. Entre estos últimos son de particular interés dos Pilares con atuendos, tal vez de un edificio sagrado romano del siglo I, que representan armas y piezas de armadura.
La puerta que conduce a la Galería está coronada por el busto de Pietro Leopoldo y la placa que recuerda la renovación por él promovida del museo mediceo. En los laterales hay dos perros mastines, copias romanas del siglo I del original griego del siglo III a. C., que algunos expertos creen que parte de un complejo escultoreo que ilustra la caza de jabalí, mientras que otros lo creen con un objetivo funerario.
En el primer vestíbulo están los bustos de mármol y pórfido de los Médici desde Fernando I hasta Gian Gastone; comunicando con este está el vestíbulo rectangular, decorado en el tiempo por Giovanni da San Giovanni con Caprichos Mitológicos, decorado con bustos antiguos y modernos; en el vestíbulo elíptico: estatuas romanas, sarcófagos y relieves antiguos.
| Autor                          | Nombre                                               | Año                             |
| ------------------------------ | ---------------------------------------------------- | ------------------------------- |
| Stefano Ricci                  | Busto de Leopoldo II de Lorena                       | -                               |
| Taller romano                  | Sarcófago: Apolo y las Musas                         | Siglo II                        |
| Ottavio Giovannozzi            | Busto de Lorenzo el Magnífico                        | 1825                            |
| Giambologna                    | Busto de Cosme I de Médici                           | 1563                            |
| Domenico Poggini               | Busto de Francisco I de Médici                       | 1564                            |
| Atribuido a Tommaso Fedeli     | Busto de Fernando I de Médici                        | primeras décadas del siglo XVII |
| Tommaso Fedeli                 | Busto de Cosme II de Médici                          | 1624                            |
| Giovanni Battista Foggini      | Busto de María Magdalena de Austria                  | aprox. 1684                     |
| Raffaello Curradi              | Busto de Fernando II de Médici                       | antes de 1638                   |
| Giovanni Battista Foggini      | Busto de Victoria della Rovere                       | 1680                            |
| Escuela toscana del siglo XVII | Busto del cardenal Leopoldo de Médici                | mitad del siglo XVIII           |
| Antonio Montauti               | Busto de Gian Gastone de Médici                      | aprox. 1724                     |
| Taller romano                  | Sarcófago: Triunfo de Dionisio y Ariadna             | Siglo II                        |
| Stefano Ricci                  | Busto de Fernando III de Lorena                      | -                               |
| Taller romano                  | Sarcófago: Caída de Faetón; juegos de circo          | Siglo II                        |
| Taller romano                  | Estatua loricada con cabeza de Trajano               | Siglo II                        |
| Taller romano                  | Estatua togada con cabeza                            | Siglo II                        |
| Taller romano                  | Perro moloso                                         | -                               |
| Taller romano                  | Perro moloso                                         | -                               |
| Taller romano                  | Estatua de Apolo en reposo                           | -                               |
| Jacopo Chimenti                | Nupcias de Catalina de Médici con Enrique de Valois  | 1600                            |
| Jacopo Chimenti                | Nupcias de María de Médici con Enrique IV de Francia | -                               |
| Taller romano                  | Sarcófago: Mito de Fedra y Hipólito                  | Siglo II-III                    |
| Taller romano                  | Pilares con atuendos                                 | Siglo II                        |
| Taller romano                  | Cabeza de Augusto con estatua togada                 | Siglo I                         |

### Corredor del Este

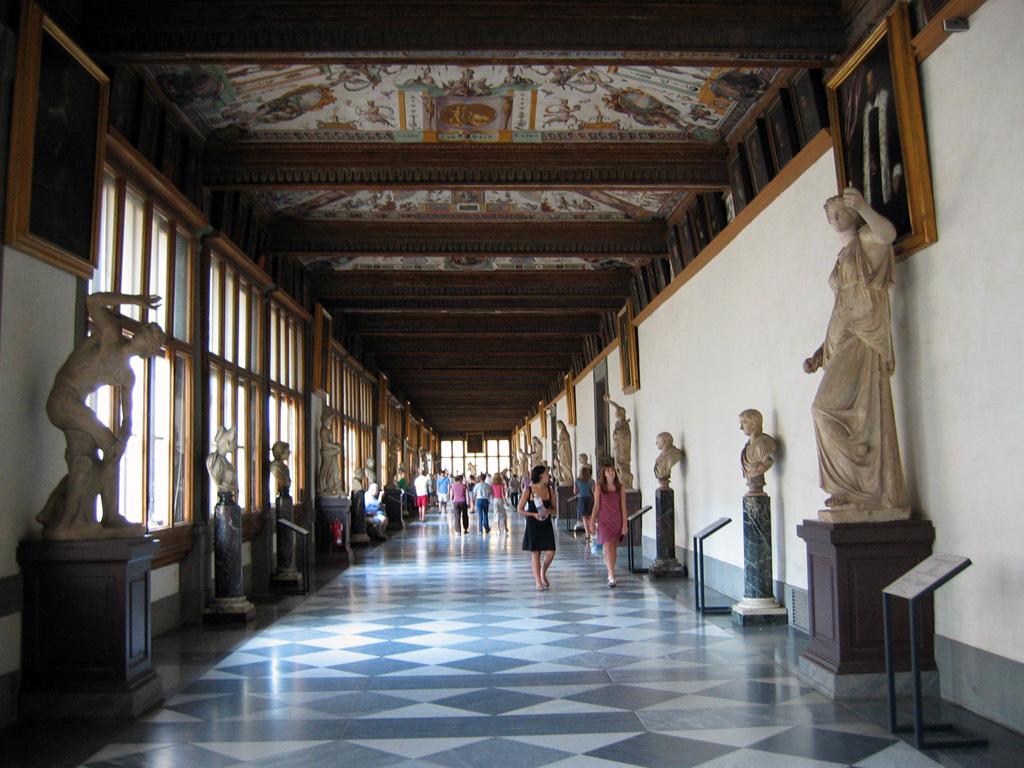
Corredor del Este.

El largo corredor que se abre ante nuestros ojos es la parte más antigua de la galería, que Francisco I de Médici realizó en los años ochenta del Cinquecento, usando el edificio que coronaba la Galería.
Este espacio estaba destinado a ser, sobre todo, la galería de las estatuas, como la colección de estatuas antiguas de los Médici, representaba un elemento de gran prestigio social y de interés cultural. Fue iniciado por Lorenzo el Magnífico, que mantiene las obras en el Jardín de San Marcos cerca del Palacio Medici Riccardi copiados por jóvenes artistas. La colección fue ampliada por Cosme I después de su primer viaje a Roma en 1560 cuando decidió encargar estatuas para adornar el Palacio Pitti, y retratos y bustos para el Palacio Vecchio. Por último, se incrementó incluso en la época de Pedro Leopoldo de Lorena, cuando se llevó a Florencia las obras de Villa Medici, reunidas en su mayoría por el futuro Gran Duque Fernando I de Médici, entonces cardenal.
Para crear un entorno idóneo, el techo de la galería fue decorado con antiguos grotescos que se remontan a 1581, obra de Antonio Tempesta y por un equipo dirigido por Alessandro Allori.
En el corredor también hay retratos de Hombres Ilustres, colección Gioviana, y Retratos de los Médici, colección Aulica. Partiendo del fondo del pasillo a la derecha de la entrada, vemos el retrato del fundador Giovanni di Bicci, a la izquierda la rama principal de sus descendientes (Cosme el Viejo, Piero el Gotoso, Lorenzo el Magnífico, y los papas León X y Clemente VII), a la derecha los descendientes de la rama secundaria (Giovanni dalle Bande Nere y su hijo Cosme I, que dio a vida a la dinastía que duró hasta 1737).
Las esculturas antiguas colocadas a lo largo del corredor reproducen la decoración settecentesca: hileras de retratos a medio cuerpo intercalados entre estatuas de cuerpo entero.
Entre los retratos, formados en gran parte con viejas cabezas montadas en bustos modernos, destaca el del emperador Adriano, todo original y de precisa elaboración, expresiva e intensa como en los bustos denominados Giulia y del emperador Vespasiano, donde sólo la cabeza es original. Un punto aparte merece el hermoso busto con cabeza de Antínoo, uno de los mejores ejemplos de los tantos retratos antiguos que representan al joven amado por el emperador Adriano.
Las estatuas griegas y romanas fueron restauradas según el estilo extendido entre el Cinquecento y el Seicento, y a veces fueron completamente reconstruidas. Entre las mejor conservadas se cuentan: la Estatua icónica de la emperatriz Elena, representada sentada, de acuerdo con el modelo clásico griego, el Doríforo, copia romana del siglo I, del original griego de Policleto, el Baco y Sátiro, arte helenístico del siglo II, restaurado en el siglo XVI, Heracles y el Centauro, un tardohelenístico original, integrado en la figura del héroe de Giovanni Battista Caccini en el 1589, un Rey Bárbaro, compuesta en el 1712 a partir de un busto antiguo, Pan y Dafne, un original Heliodoro de Rodas del principio del siglo I. También se encuentran los antiguos sarcófagos del Rapto de Proserpina y el Rapto de las hijas de Leucipo. Más adelante se encuentra una estatua de Proserpina, un original griego del siglo IV a. C., el sarcófago de los Trabajos de Heracles, la copia antigua de Apolo y la oca de Escopas (siglo IV a. C.), y el sarcófago con la Cacería del jabalí de Calidonia, un Heracles, original de Lisipo, y un Busto de Adriano que pertenecía a Lorenzo el Magnífico. En la última parte del corredor se encuentra el pequeño sarcófago Tiaso Marino, para la suscripción de un segundo hijo, las dos Venus, de la original del siglo IV a. C. y un Apolo helenístico, que estaba en la entrada de Villa Medici e invitaba, con el brazo derecho restaurado, el acceso a la casa, como si fuera el reino del mismo dios.

### Sala 1 Arqueología
La sala fue creada en 1921 y alberga obras elaboradas en su mayoría en Roma. Entre ellas hay tres estatuas romanas copias del Doríforo de Policleto, obra griega del siglo I a. C.: una en bronce, otra en mármol y la que se considera la copia más fiel, el Torso de Doríforo en basalto verde, que nunca se concluyó debido a la dureza del material.
Interesante es también un Busto de Cicerón en ónix, de la mitad de siglo I. El Torso Gaddi es quizás un original griego del siglo I a. C.
Entre los hallazgos se encuentran un relieve con parte de un carro (siglo V-siglo IV a. C.) y el friso de Atenea Nike (restaurado en el siglo XVIII por Bartolomeo Cavaceppi).
Pertenecen a la tendencia plebeya del arte romano los dos hallazgos con Escenas de taller del siglo I. Los ejemplos del Ara Pacis son vaciados o copias obtenidas con moldes: los Médici tenían las losas originales de Saturnia Tellus, pero en 1937 regresaron a Roma para reconstruir el monumento. De época de Augusto son los fragmentos de pilastras con espirales, mientras que en los dos laterales se hallan relieves de querubines, uno con los atributos de Júpiter (el rayo) y otro con los de Marte (la coraza), fueron parte de una serie muy popular en la Edad Media, en la que Donatello se inspiró para el coro de Santa María del Fiore.
Provienen de un friso adrianeo del siglo II, el Templo de Vesta y de la Escena del sacrificio. El sarcófago con los Trabajos de Heracles se caracteriza por un acentuado contraste luminoso, gracias a las formas moldeadas mediante perforación; las diferentes edades representadas de Heracles aluden a los períodos de la vida.
| Autor         | Nombre                                                                                    | Año                                       |
| ------------- | ----------------------------------------------------------------------------------------- | ----------------------------------------- |
| Cleómenes     | Ara cilindrica con sacrificio de Ifigenia                                                 | Siglo I a. C.                             |
| Taller romano | Ara funeraria de Claudius Fortunatus                                                      | Siglo I                                   |
| -             | Calco en yeso del Ara Pacis Augustae con representación del Ara Tellus                    | -                                         |
| Taller romano | Relieve de Putti con coraza                                                               | 44                                        |
| Taller romano | Pilastra                                                                                  | 30-50                                     |
| Taller romano | Relieve de Putti con el rayo                                                              | 44                                        |
| Taller romano | Retrato de una Vestal                                                                     | 120-130                                   |
| Taller romano | Retrato de Cicerón                                                                        | mitad del siglo I                         |
| Taller romano | Relieve con la representación de un taller de telas                                       | 50                                        |
| Taller romano | Relieve con escena de sacrificio                                                          | primera mitad del siglo II                |
| Taller romano | Base de candelabro                                                                        | Siglo I                                   |
| Taller romano | Relieve con la representación de un taller de cojines                                     | 50                                        |
| Taller romano | Grupo que representa a Hermafrodito y Pan                                                 | Siglo II                                  |
| Taller romano | Ara funeraria de Hateria Superba                                                          | -                                         |
| Taller romano | Relieve con viandante                                                                     | Siglo II                                  |
| Taller romano | Torso con piel de sátiro                                                                  | Siglo II                                  |
| Taller romano | Ara funeraria del liberto Marco Ulpio Verna                                               | primera mitad del siglo II                |
| Taller romano | Retrato de un atleta llamado Alcibíades                                                   | -                                         |
| Taller romano | Frente de un sarcófago con representación de tiaso marino                                 | 200-250                                   |
| Taller romano | Relieve con Niké conduciendo un toro al sacrificio                                        | Siglo I a. C.                             |
| Taller romano | Relieve con tiaso de las ménades                                                          | Siglo I a. C.                             |
| Taller romano | Relieve con parte de un carro                                                             | 400 a. C.                                 |
| Taller romano | Relieve con el templo de Vesta sobre el Palatino                                          | finales del siglo I- inicios del siglo II |
| -             | Calco en yeso del Ara Pacis Augustae con procesión sagrada                                | -                                         |
| Taller romano | Parte de clípeo con cabeza de Amón en relieve                                             | Siglo II                                  |
| -             | Calco en yeso del Ara Pacis Augustae con procesión sagrada y Augusto en hábito sacerdotal | -                                         |
| Taller romano | Relieve pseudoantiguo con el sacrificio de Eneas                                          | -                                         |
| Taller romano | Relieve con figuras femeninas danzando                                                    | Siglo I a. C.                             |
| Taller romano | Frente de sarcófago con los trabajos de Heracles                                          | Siglo II                                  |
| Taller romano | Frente de sarcófago con tiaso marino                                                      | 150-200                                   |
| Taller romano | Herma de Crisipo                                                                          | Siglo II                                  |
| Taller romano | Retrato de un hombre ilustre llamado Arato                                                | Siglo I a. C.                             |
| Taller romano | Herma de un filósofo llamado Carnéades                                                    | Siglo II                                  |

### Sala 2DuecentoyGiotto

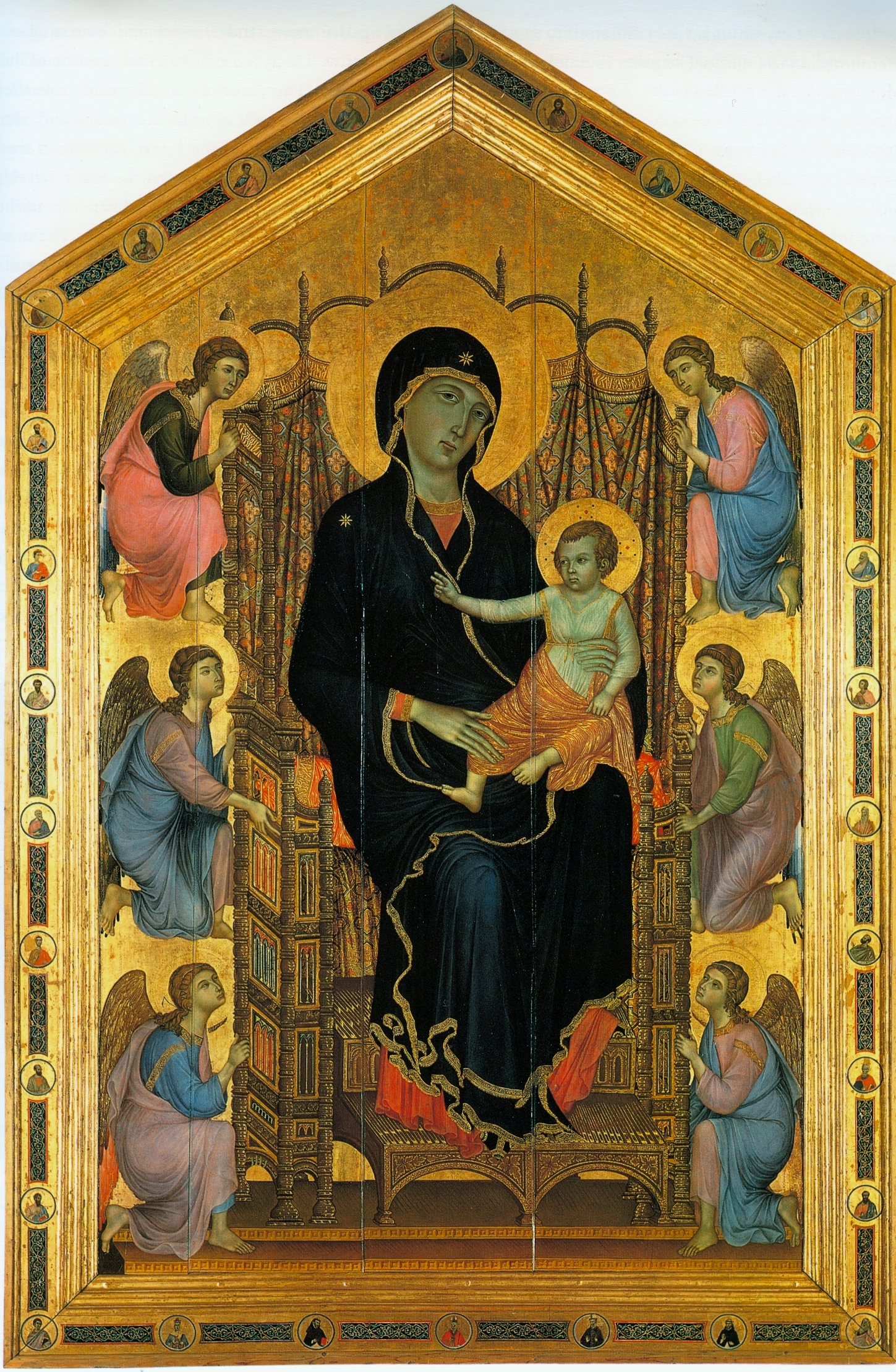
Madona Ruccelai (Madonna dei Laudese), Duccio, 1285, 450 cm × 290 cm.

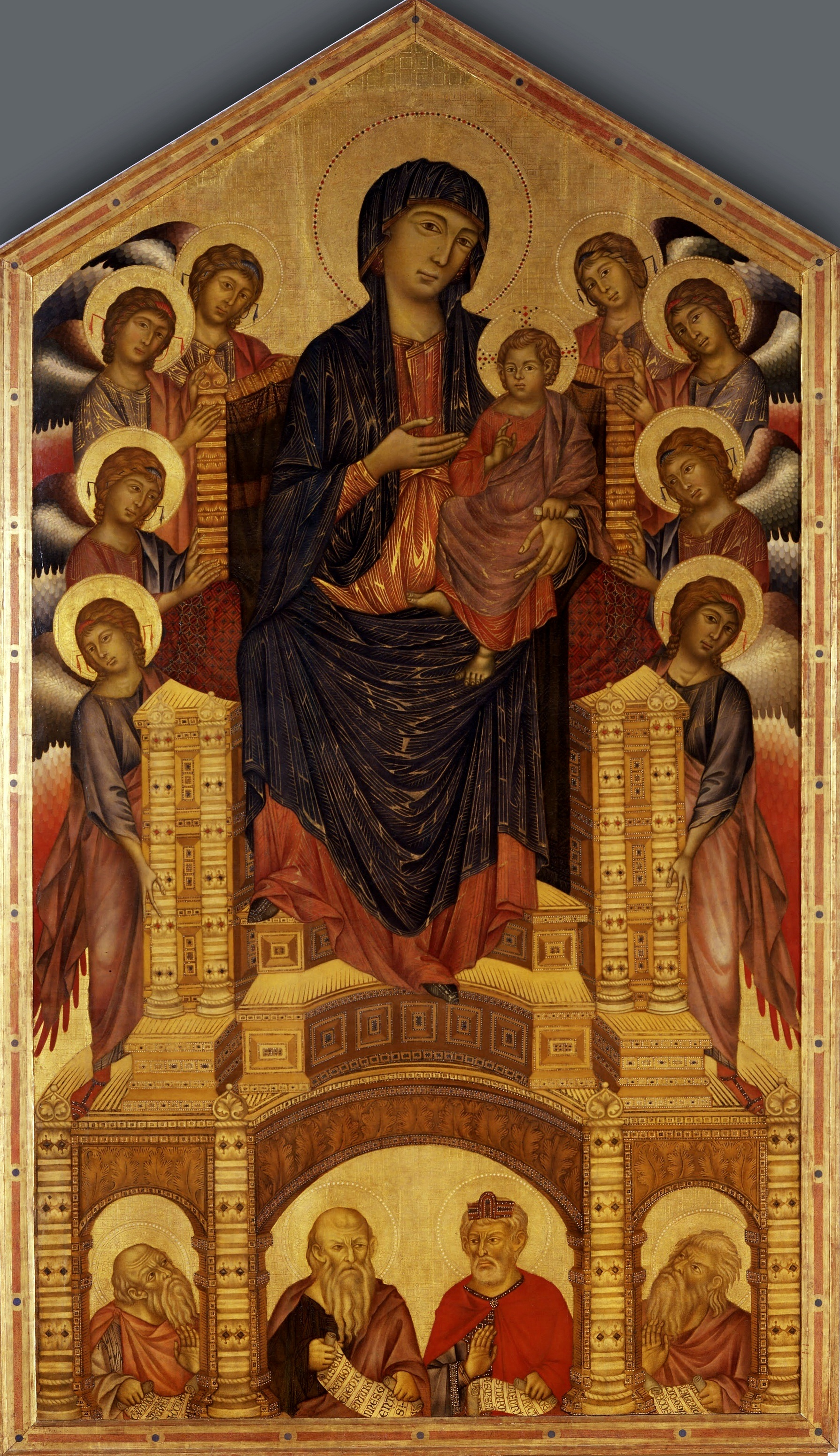
Maestà di Santa Trinitá, Cimabue, 1280-1290, 385 cm × 223 cm.

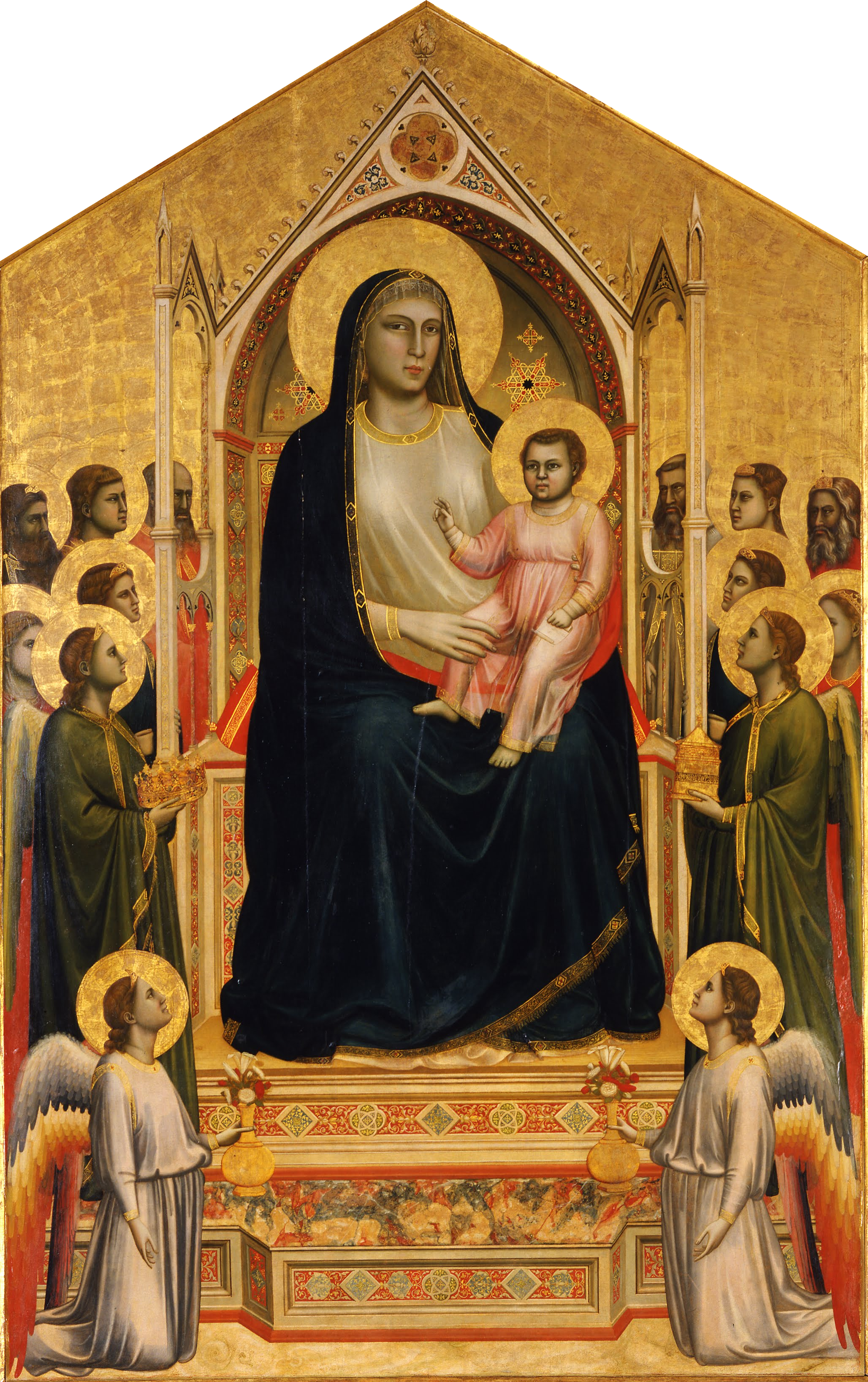
La madona de Ognissanti (Maestà di Ognissanti), Giotto, 1310, 325 cm × 204 cm.

En la sala se exponen pinturas de las iglesias de la Toscana que datan desde la primera mitad del siglo XII y hasta los comienzos del siglo XIV. La técnica usada en ellas es la de la témpera sobre madera, con fondo dorado, anterior a la expansión de la pintura al óleo en el siglo XV.
En este gran espacio destacan las tres tablas capitales de Duccio di Boninsegna (Madonna Rucellai), Cimabue (Maestà di Santa Trinitá) y Giotto (Maestà di Ognissanti), conocidas las tres por retratar la Majestad: representan la Virgen entronizada con el Niño, rodeada de ángeles y santos.
Estas obras son fundamentales para comprender la orientación de la pintura en la Toscana, entre el Duecento y Trecento, y la profunda renovación que se inició en este período.
La tabla de Cimabue conserva muchas características formales de la pintura bizantina, renovada por la fuerza plástica; Duccio exprime una feliz síntesis tras la tendencia más clásica de la tradición oriental y el arte gótico; Giotto con su representación del espacio, la atención a la luz que da forma a las figuras, el interés por lo natural, representa uno de los puntos de partida más significativos para el desarrollo del arte italiano.
También hay en la sala dos ejemplares de Croce dipinta (cruz pintada), ornamentos sagrados típicamente italianos, un dosel de Meliore, un díptico de la escuela de Bonaventura Berlinghieri y el Políptico de Badia de Giotto.
| Autor                           | Nombre                                                     | Año              |
| ------------------------------- | ---------------------------------------------------------- | ---------------- |
| Maestro della Sant'Agata        | Virgen con Niño (Madona Pisa)                              | aprox. 1250-1280 |
| Maestro della Croce 434         | Crucifijo con ocho historias de la Pasión                  | aprox. 1240-1245 |
| Maestro della Maddalena         | San Lucas                                                  | aprox. 1280-1285 |
| Duccio di Boninsegna            | Madonna Rucellai (Madona dei Laudesi)                      | 1285             |
| Giotto                          | Políptico de Badia                                         | aprox. 1300      |
| Giotto                          | Madona de Ognissanti                                       | aprox. 1310      |
| Cimabue                         | Maestà di Santa Trinita                                    | 1280-1290        |
| Maestro della Croce 432         | Crucifijo con historias de la pasión y de la redención     | aprox. 1175-1200 |
| Meliore                         | Redentor entre la Virgen y tres santos                     | 1271             |
| Bonaventura Berlinghieri        | Díptico de la Crucifixión y de la Virgen con Niño y santos | aprox. 1255      |
| Maestro del San Francesco Bardi | Estigmas de San Francisco                                  | aprox. 1250      |
| Maestro del Bigallo             | Virgen con Niño en trono y dos ángeles                     | aprox. 1230      |
| Maestro de Greve                | Madona di Casale                                           | aprox. 1210-1215 |

### Sala 3Trecentosienés

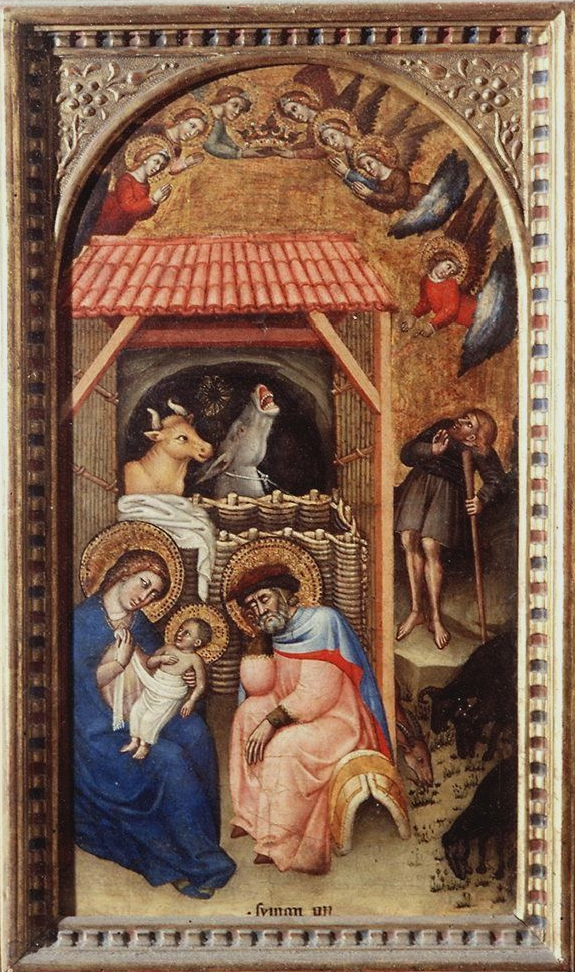
Natividad, Simone dei Crocifissi, 1380, 47 cm × 25 cm.

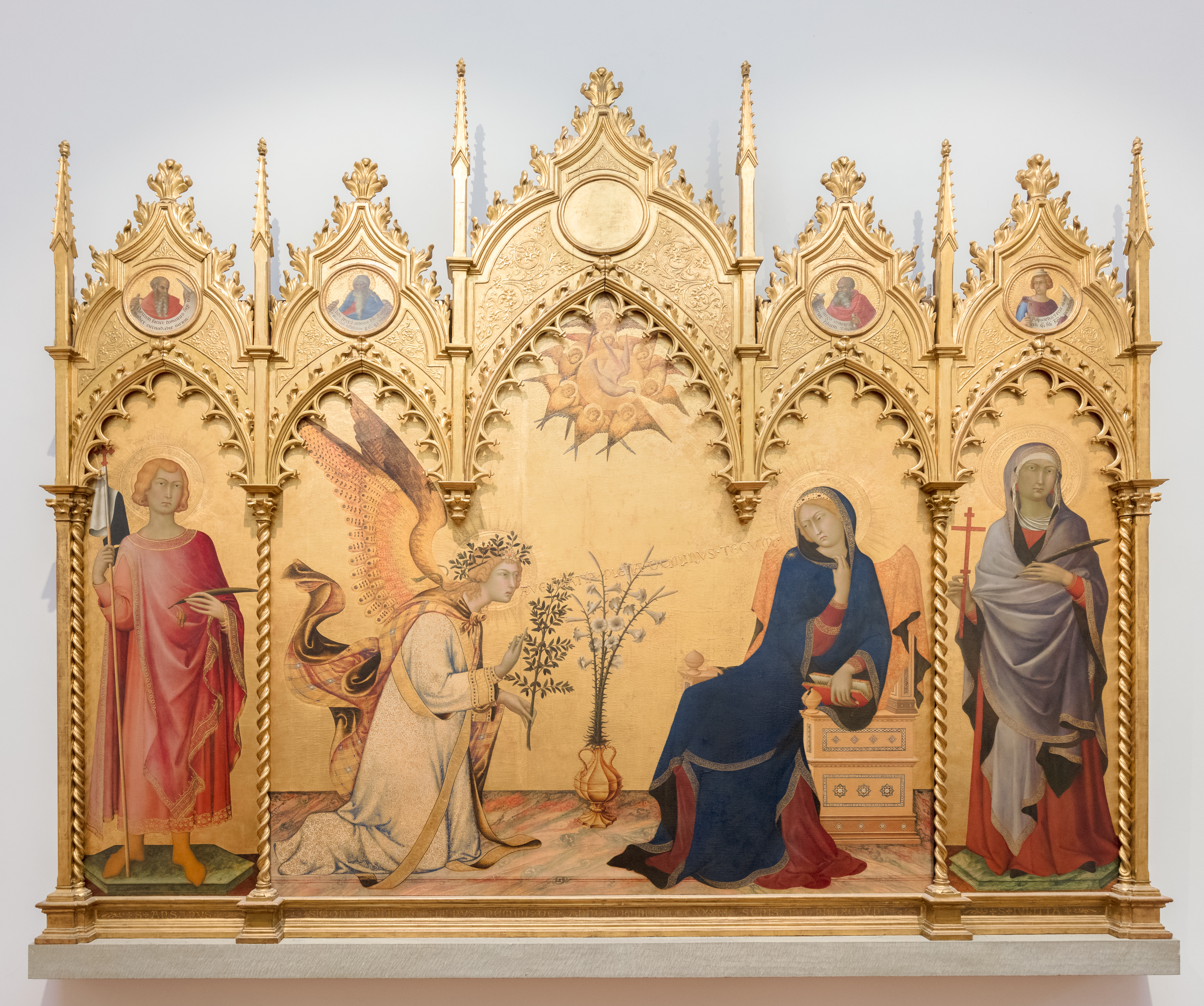
Anunciación entre los santos Ansano y Margarita, Simone Martini y Lippo Memmi, 1333, 180 cm × 114 cm.

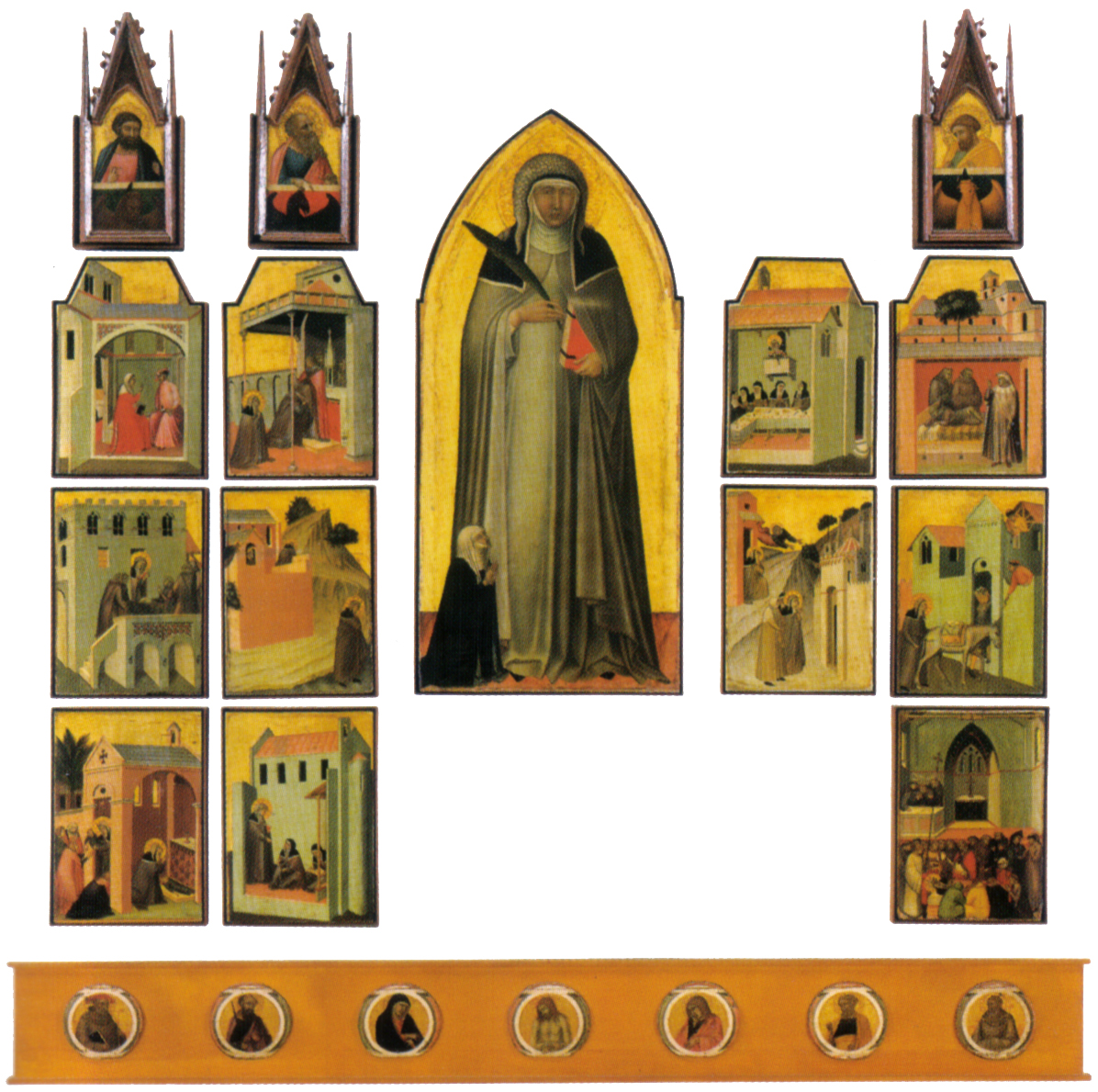
Políptico de la Beata Humildad, Pietro Lorenzetti, 1341, 226 cm × 185 cm.

La sala acoge una preciosa selección de obras maestras sienesas del Trecento.
Las dos extraordinarias pinturas que se enfrentan entre sí provienen de la catedral de Siena. La Anunciación de Simone Martini y Lippo Memmi y La Presentación en el Templo de Ambrogio Lorenzetti, son tal vez los primeros ejemplos de retablo que están sujetos a episodios evangélicos, en lugar de un icono de culto, en cuanto a la catedral de Siena la imagen de la Virgen, patrona de la ciudad, fue representada en la gran Majestad pintada por Duccio.
Las dos obras testimonian diversas tendencias del arte sienés: una, representada por Simone Martini, que desarrolla todo el refinamiento lineal y los colores del gótico, y la otra, interpretada por los hermanos Pietro y Ambrogio Lorenzetti, atenta a las innovaciones de Giotto.
De Pietro Lorenzetti la sala expone una obra de gran interés, el Políptico de la Beata Humildad, que en sus paneles dedicados a la vida de la Beata, ilustra numerosos aspectos de la vida en la Edad Media.
| Autor                       | Nombre                                                         | Año         |
| --------------------------- | -------------------------------------------------------------- | ----------- |
| Pietro Lorenzetti           | Virgen en trono con Niño entre ocho ángeles                    | 1340        |
| Ambrogio Lorenzetti         | Tríptico de San Procolo                                        | 1332        |
| Andrea Vanni                | Virgen con Niño                                                | 1390-1400   |
| Simone Martini, Lippo Memmi | Anunciación entre los santos Ansano y Margarita                | 1333        |
| Pietro Lorenzetti           | Retablo o Políptico de la beata Humildad                       | aprox. 1341 |
| Simone dei Crocifissi       | Natividad                                                      | aprox. 1380 |
| Niccolò di Bonaccorso       | Presentación de la Virgen en el Templo (Historia de la Virgen) | aprox. 1380 |
| Ambrogio Lorenzetti         | Historia de San Nicolás                                        | aprox. 1332 |
| Ambrogio Lorenzetti         | Presentación en el Templo                                      | 1342        |

### Sala 4Trecentoflorentino

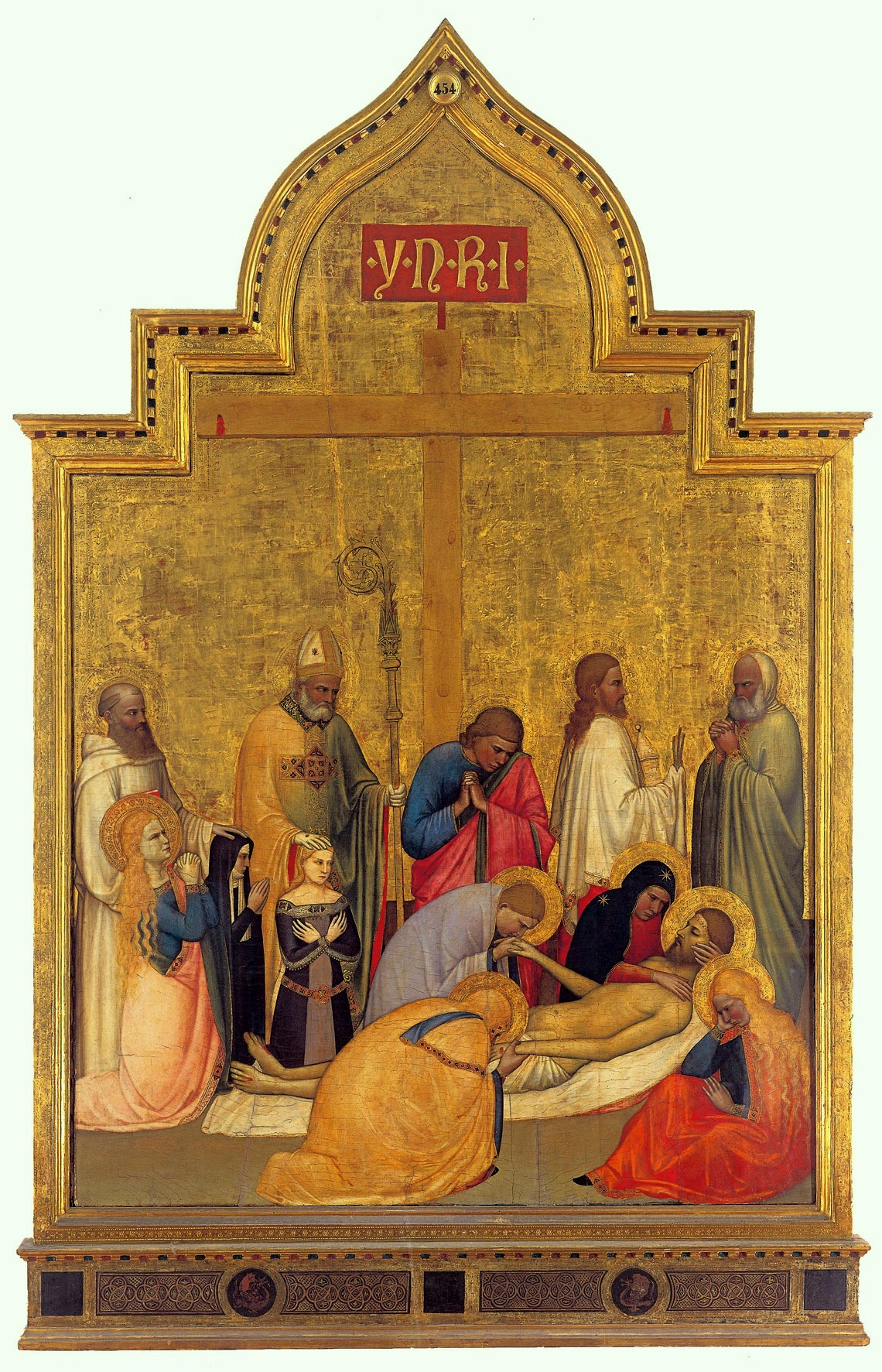
Piedad de San Remigio, Giottino, 1360-1365, 195 cm × 134 cm.

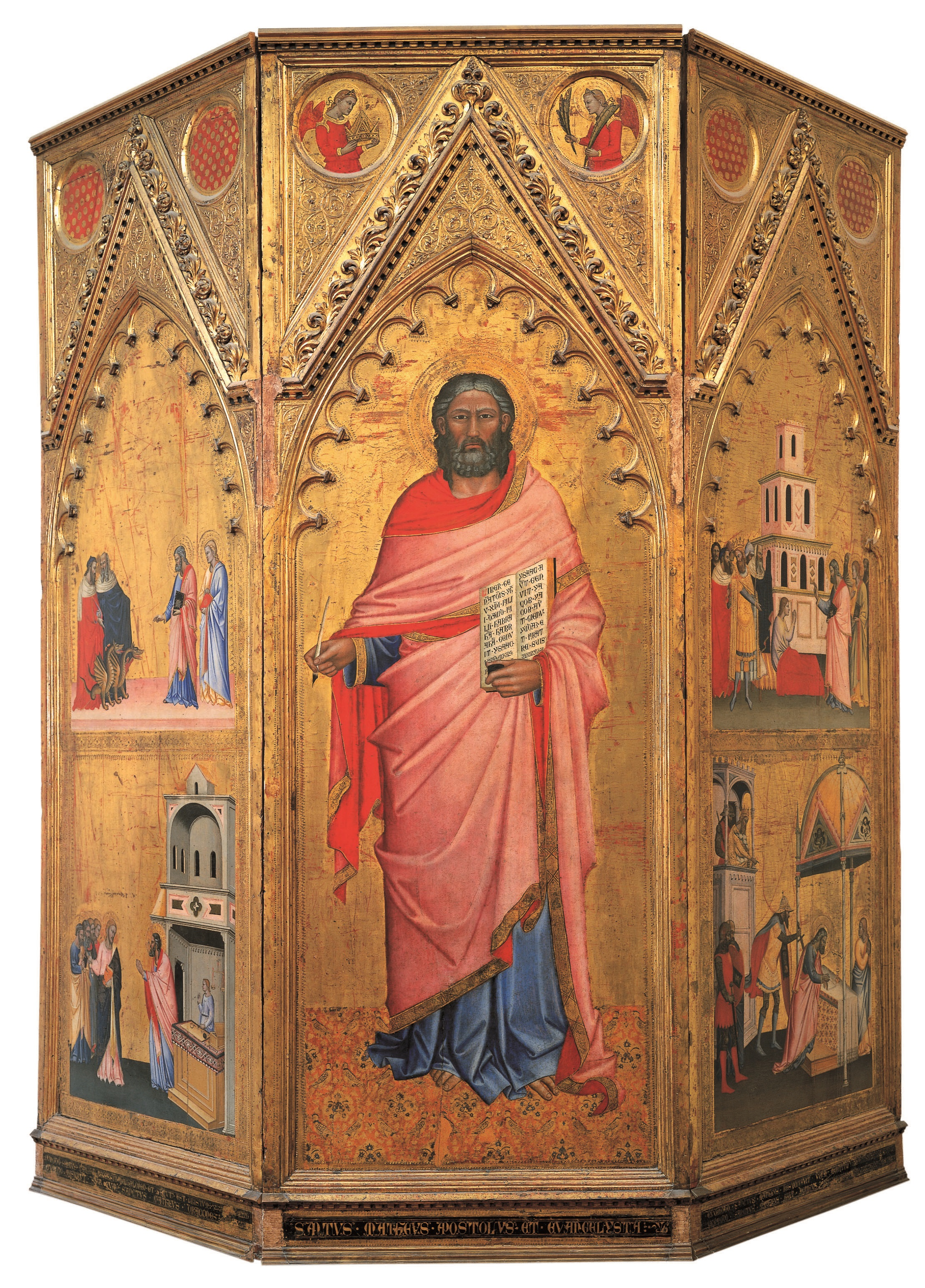
Tríptico de San Mateo, Andrea Orcagna, 1367-1368, 291 cm × 265 cm.

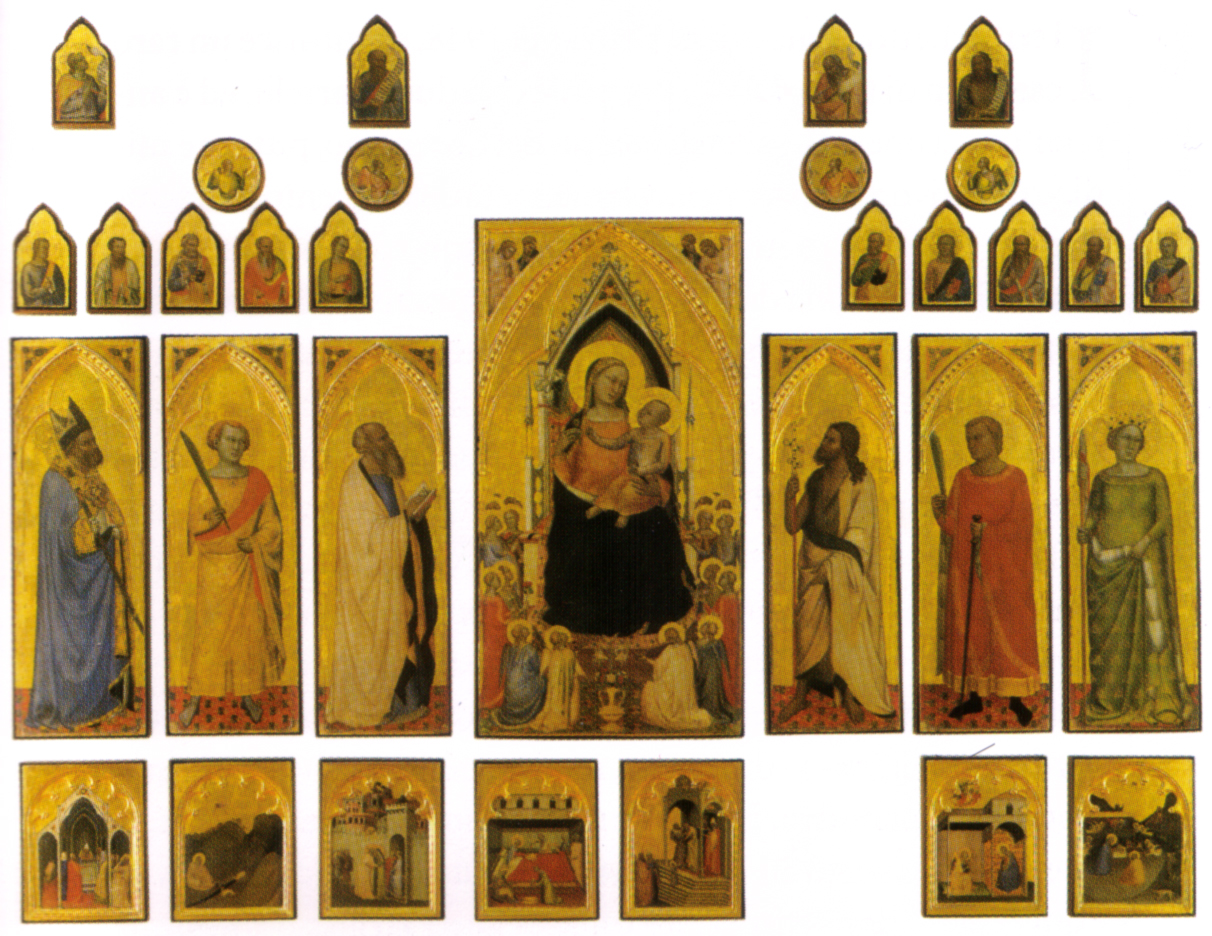
Políptico de San Pancracio, Bernardo Daddi, 1338, 261 cm × 338 cm.

En la sala dedicada a los maestros de la pintura florentina del Trecento, se encuentran, junto a los grandes polípticos, por desgracia incompletos y carentes de sus marcos, cuadros de pequeño formato, que fueron usados para la devoción doméstica.
El Maestro della Santa Cecilia, colaborador de Giotto, en una fase juvenil de su actividad, podemos admirar la tabla con la historia de la Santa Cecilia, de la que el artista desconocido tomó su nombre.
La herencia de Giotto está representado por Taddeo Gaddi, un maestro activo durante mucho tiempo en su taller, y varias décadas más tarde por Andrea Orcagna, autor del Tríptico de San Mateo e historia de su vida.
Es totalmente diferenciado Giottino, un artista raro que con su hermosa Piedad, introduce caracteres más modernos, mostrándose sensible a la expresión de los sentimientos, y utilizando un color variado en sutiles pasajes cromáticos.
Para Giovanni da Milano, un artista forastero, que puede unir a la tradición nórdica de la Toscana, al que pertenece el fragmentado Políptico de Ognissanti.
| Autor                           | Nombre                                                    | Año              |
| ------------------------------- | --------------------------------------------------------- | ---------------- |
| Giovanni da Milano              | Cuatro santos del Políptico de Ognissanti                 | aprox. 1360      |
| Andrea Orcagna, Jacopo di Cione | Tríptico de San Mateo                                     | aprox. 1367-1368 |
| Bernardo Daddi                  | Políptico de San Pancracio                                | antes de 1338    |
| Giottino                        | Piedad de San Remigio                                     | aprox. 1360-1365 |
| Taddeo Gaddi                    | Virgen en trono con Niño, ángeles y santos                | 1355             |
| Nardo di Cione                  | Cristo crucificado con las dolorosas y santo              | aprox. 1350      |
| Bernardo Daddi                  | Tríptico de Ognissanti                                    | 1328             |
| Bernardo Daddi                  | Virgen con Niño, ángeles y santos                         | 1334             |
| Jacopo del Casentino            | Tríptico de la Virgen en trono con Niño, ángeles y santos | aprox. 1325-1330 |
| Pacino di Buonaguida            | Altar con la Crucifisión, Virgen y santos                 | aprox. 1300-1315 |
| Maestro della Santa Cecilia     | Santa Cecilia e historia de su vida                       | después de 1304  |

### Sala 5-6Gótico internacional

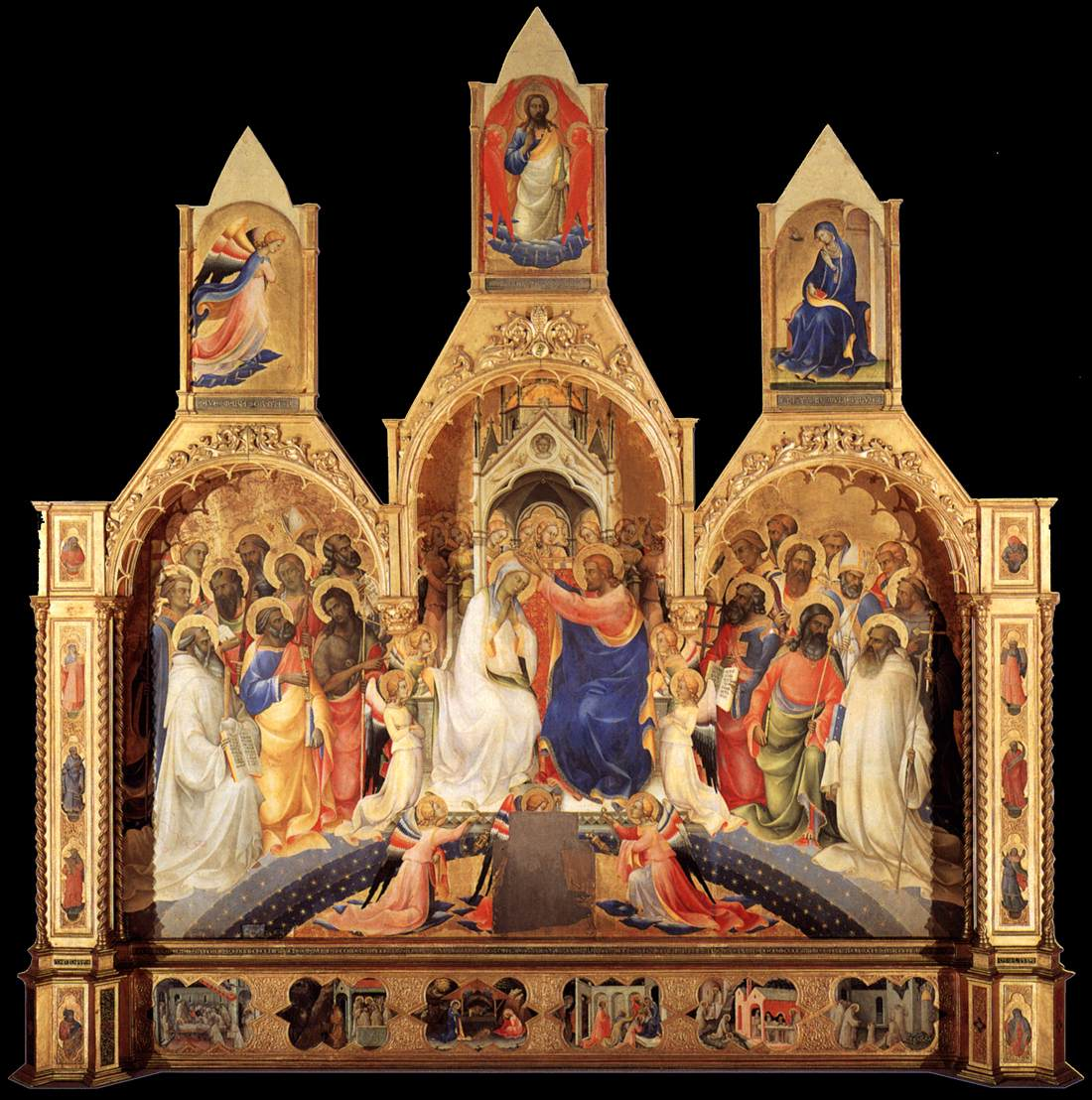
Coronación de la Virgen, Lorenzo Monaco, 1414, 506 cm × 447,5 cm.

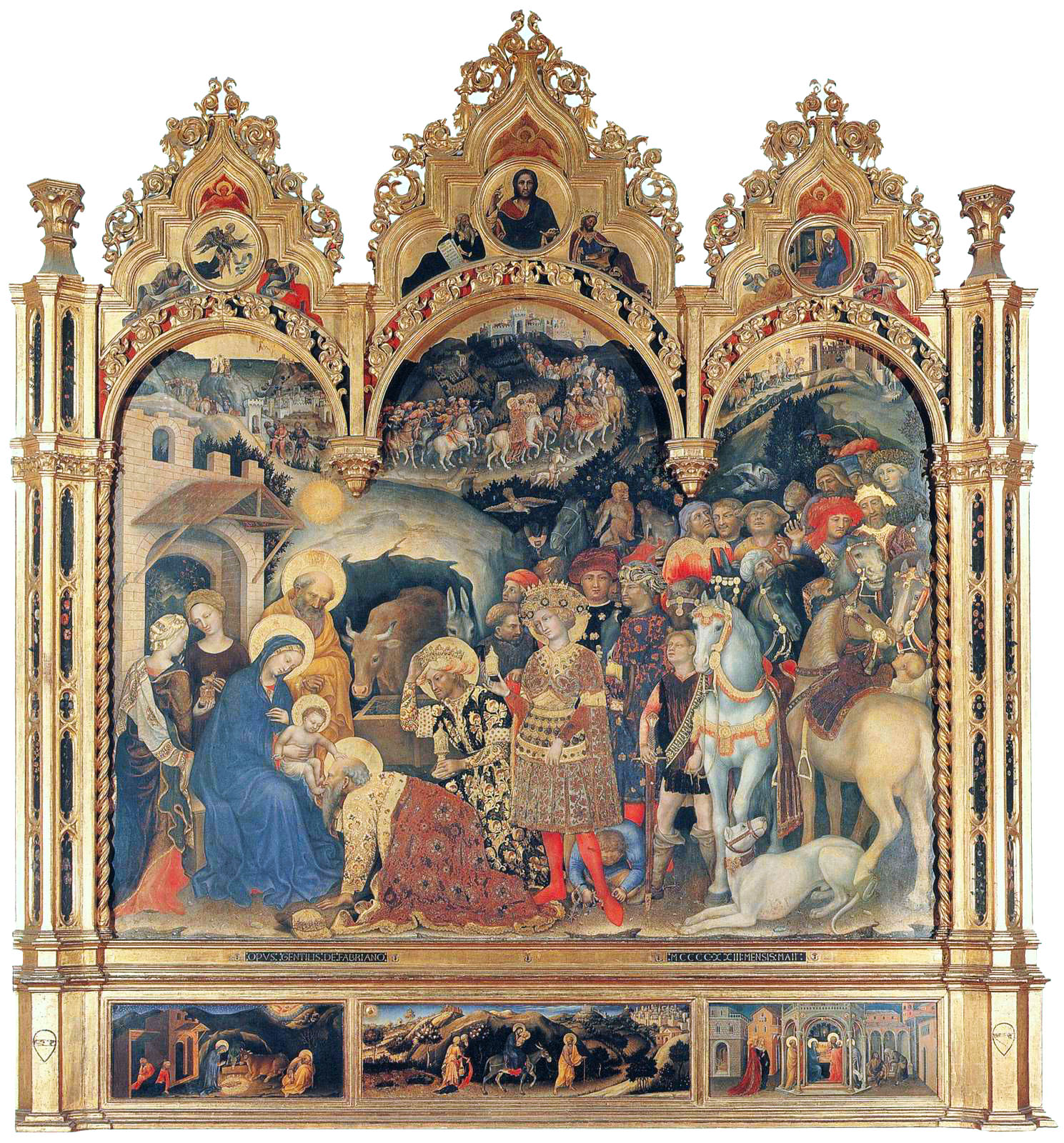
Adoración de los Reyes Magos, Gentile da Fabriano, 1423, 203 cm × 282 cm.

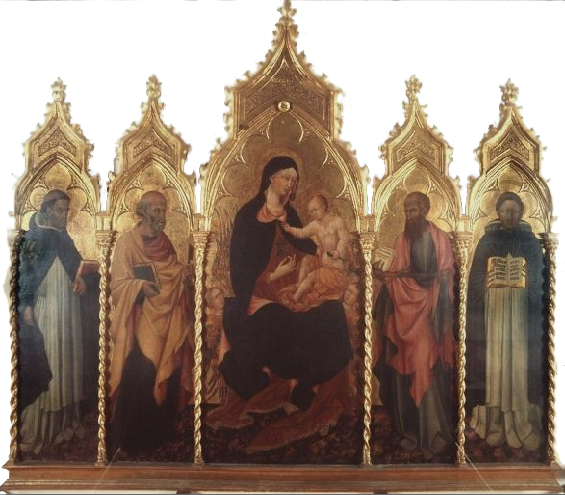
Virgen con Niño y santos, Giovanni di Paolo, 1445, 247 cm × 212 cm.

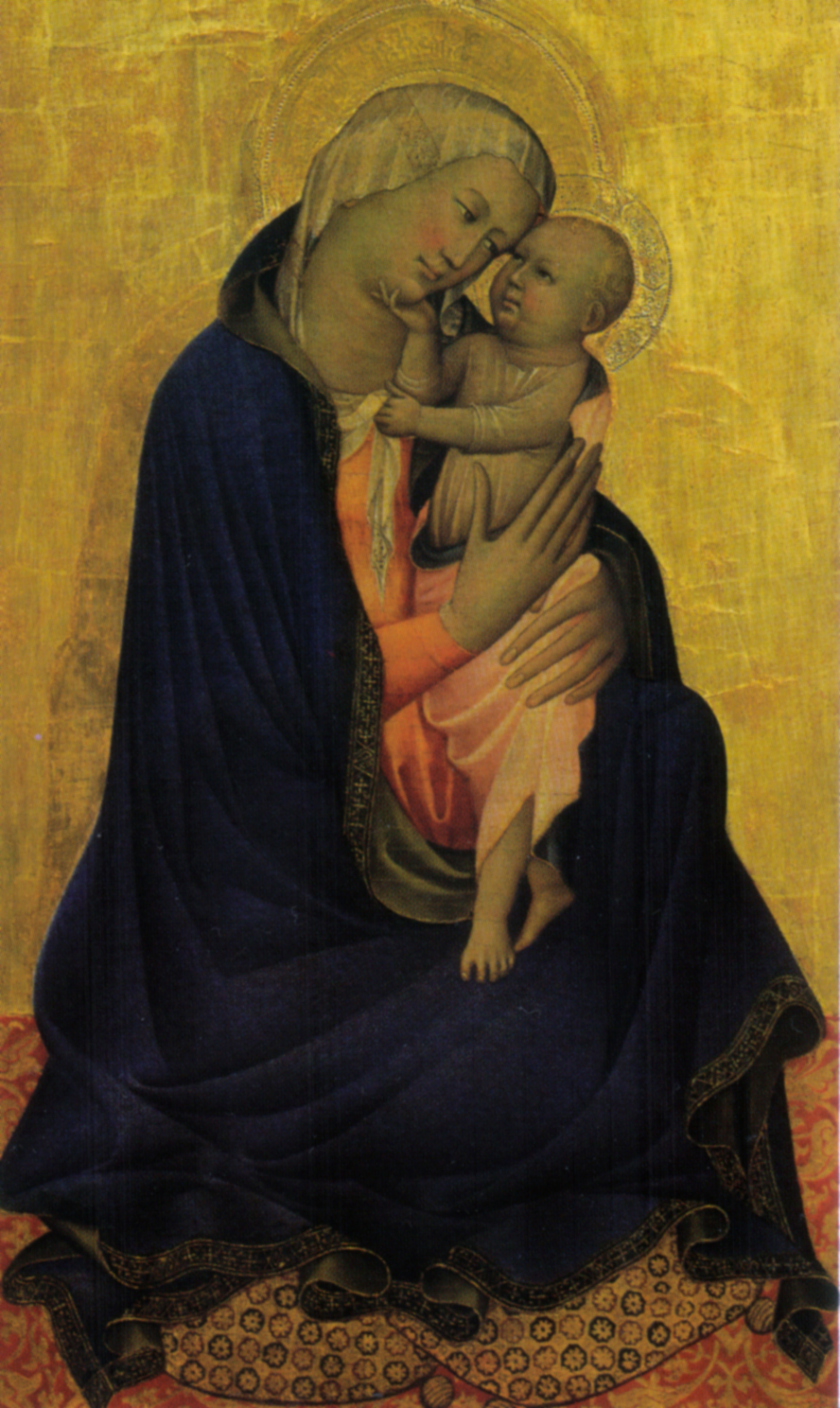
Virgen de la Humildad, Gherardo Starnina, 1403, 80,5 cm × 51 cm.

Obras de artistas procedentes de diferentes regiones de Italia contribuyen a ilustrar la cultura figurativa de las primeras décadas del Quattrocento que hace referencia al llamado Gótico Internacional.
Además de los florentinos están de hecho presentes obras del sienés Giovanni di Paolo, el veneciano Jacopo Bellini y de Gentile da Fabriano.
Se destaca entre los florentinos Lorenzo Monaco con la magnífica Coronación de la Virgen, pintada en 1414 para la Iglesia del Convento de Santa María de los Ángeles de la Orden de los Camaldulenses, a la que el pintor pertenecía.
Las formas alargadas de las figuras y la evolución de los pliegues, junto con los colores fríos, brillantes bajo la luz, muestran claramente la tendencia a principios del siglo XV el arte florentino.
A Gentile da Fabriano, considerado, entre la tercera y cuarta década del Quattrocento, uno de los grandes pintores italianos, le pertenecen dos de las más famosas obras de la sala: Cuatro santos del Políptico Quaratesi y la Adoración de los Reyes Magos, ambos realizados durante una estancia del pintor florentino.
| Autor               | Nombre                                                   | Año              |
| ------------------- | -------------------------------------------------------- | ---------------- |
| Lorenzo Monaco      | Adoración de los Magos                                   | 1420-1422        |
| Giovanni di Paolo   | Virgen con Niño y santos                                 | 1445             |
| Agnolo Gaddi        | Crucifixión                                              | aprox. 1390-1396 |
| Jacopo Bellini      | Virgen con Niño                                          | 1450             |
| Gentile da Fabriano | Adoración de los Reyes Magos                             | 1423             |
| Gentile da Fabriano | cuatro compartimentos del Políptico Quaratesi con santos | 1425             |
| Lorenzo Monaco      | Coronación de la Virgen                                  | 1414             |
| Gherardo Starnina   | Virgen de la Humildad                                    | 1403             |
| Fra Angelico        | Tebaide                                                  | aprox. 1418-1420 |
| Masolino            | Virgen de la Humildad                                    | antes de 1423    |
| Sano di Pietro      | Cristo en Piedad entre la Virgen y San Juan dolorosos    | -                |

### Sala 7Primer Renacimiento

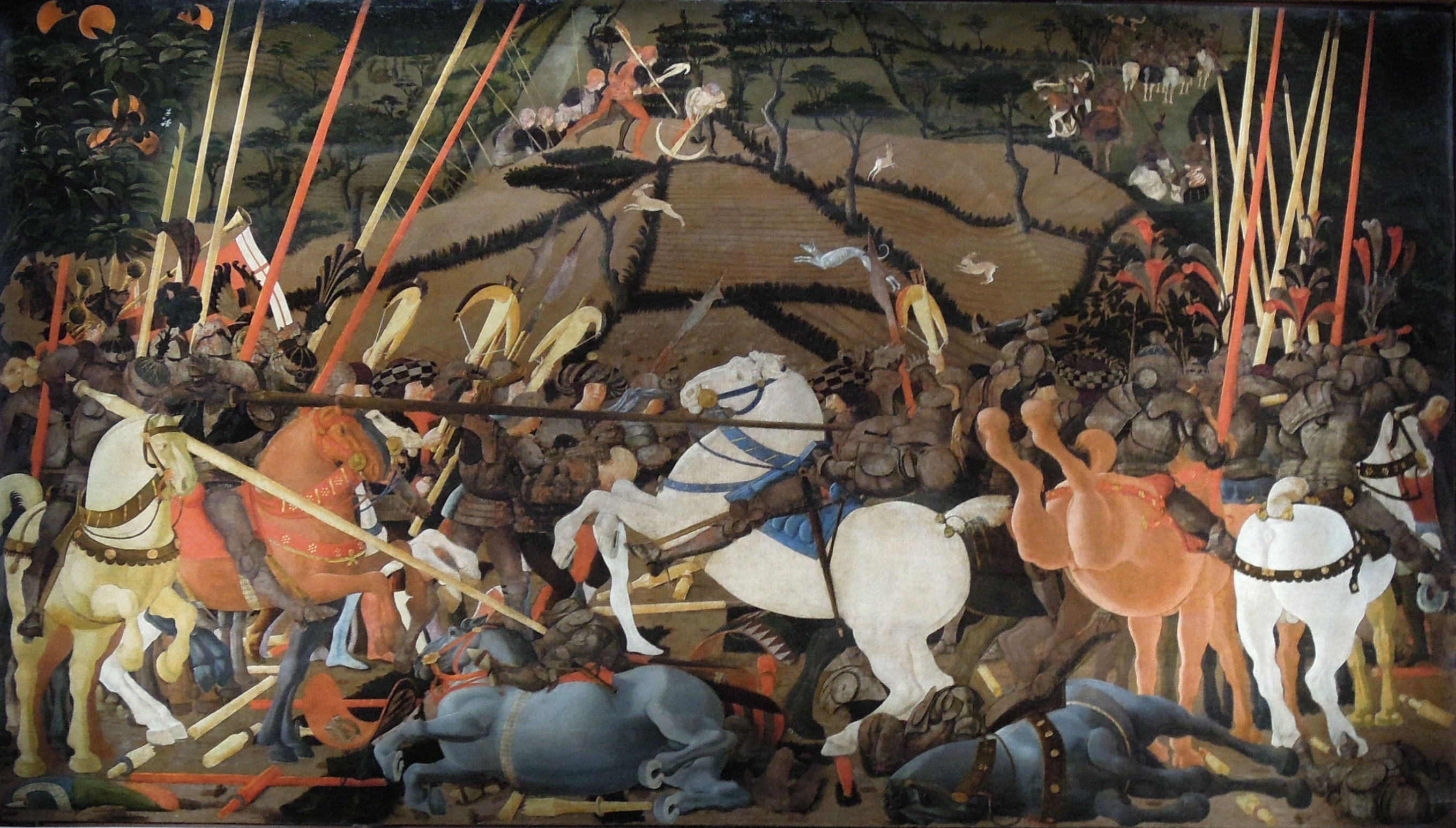
Batalla de San Romano, Paolo Uccello, 1438, 182 cm × 323 cm.

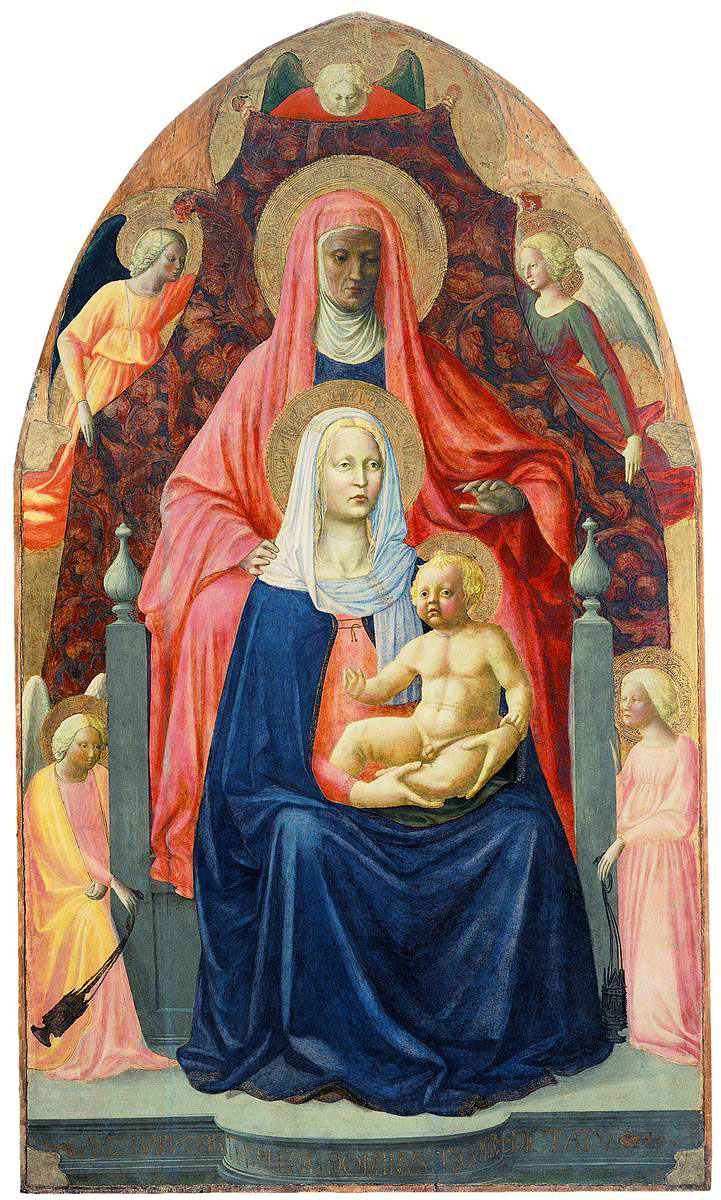
Sant'Anna Metterza, Masolino-Masaccio, 1424-1425, 175 cm × 103 cm.

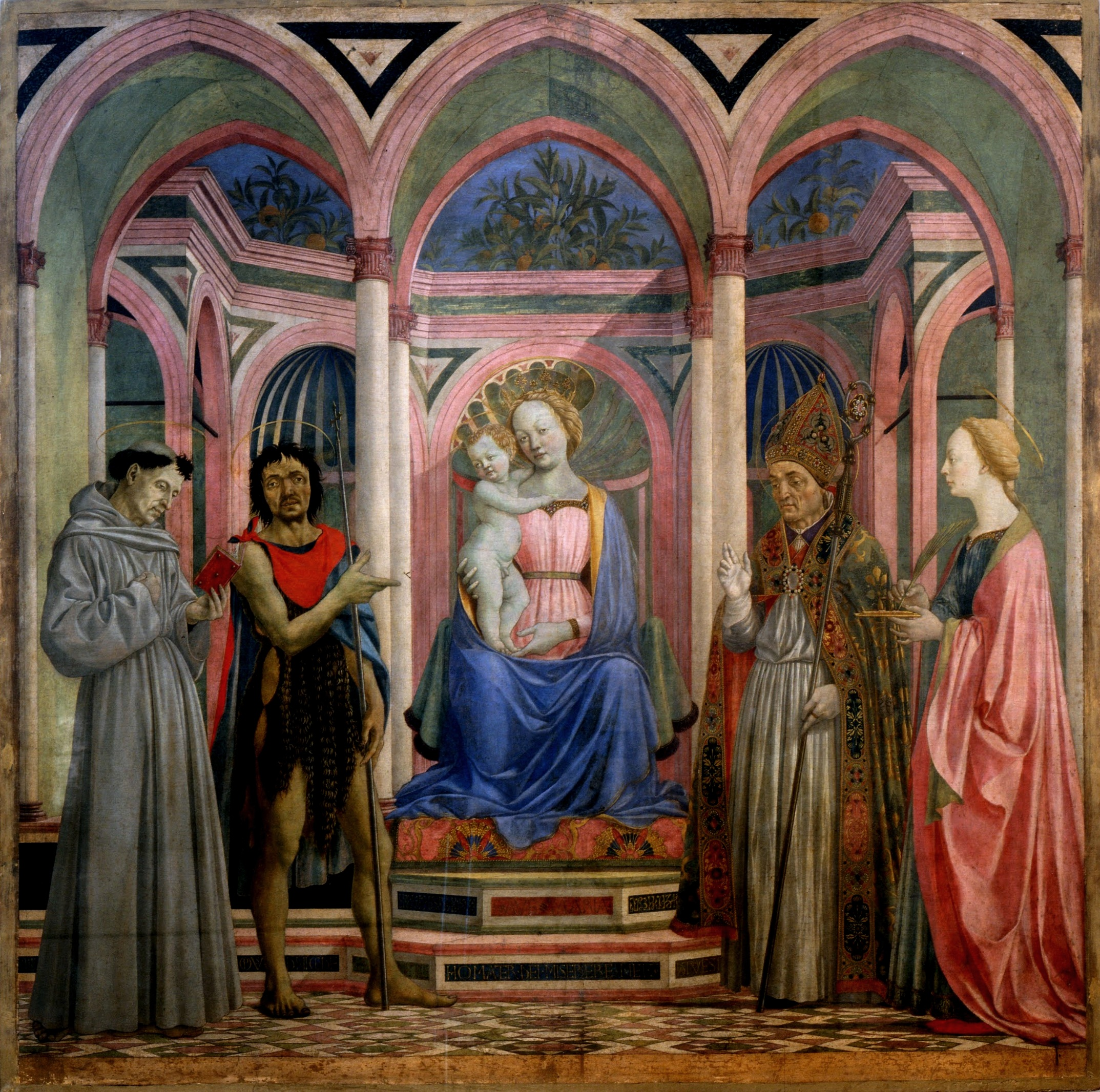
Virgen con Niño y santos, Domenico Veneziano, 1445, 210 cm × 215 cm.

Se recogen aquí algunas de las obras emblemáticas del Renacimiento italiano, universalmente conocidas.
Su agrupación, así como la emoción estética, produce un fuerte efecto didáctico debido a que todos los cuadros, a pesar de la diversidad de temas y características formales, son una expresión de la cultura de la humanidad, el redescubrimiento de lo antiguo, de la búsqueda de un espacio previamente definido.
Masaccio en Sant'Anna Metterza, obra de colaboración con Masolino, representa una nueva humanidad, austera y solemne, al igual que los que se hallan en las paredes de la Capilla Brancacci en la Iglesia de Santa María del Carmine.
La exaltación del hombre, expresado a través de sus virtudes, muy marcado en el retrato de los Duques de Urbino de Piero della Francesca.
La Batalla de Paolo Uccello nos muestra una interpretación original de la perspectiva y un sentimiento de cuento de hadas.
En el Retablo de Santa Lucía de'Magnoli Domenico Veneziano crea uno de los primeros retablos en el nuevo formato rectangular. Tal vez por primera vez, elimina el fondo de oro de la tradición medieval, los personajes sagrados aparecen inmersos en una clara luz matutina.
| Autor              | Nombre                                                       | Año         |
| ------------------ | ------------------------------------------------------------ | ----------- |
| Paolo Uccello      | Batalla de San Romano                                        | 1438        |
| Paolo Uccello      | Santa monja con dos niñas                                    | aprox. 1435 |
| Masaccio           | Virgen del cosquilleo (Madonna Casini)                       | 1426-1427   |
| Masolino-Masaccio  | Virgen con Niño y Santa Ana (Sant'Anna Metterza)             | 1424-1425   |
| Domenico Veneziano | Virgen con Niño y santos (Retablo de Santa Lucía de Magnoli) | 1445        |
| Fra Angelico       | Madonna de Pontassieve                                       | aprox. 1435 |
| Fra Angelico       | Coronación de la Virgen                                      | aprox. 1432 |

### Sala 8 De losLippi

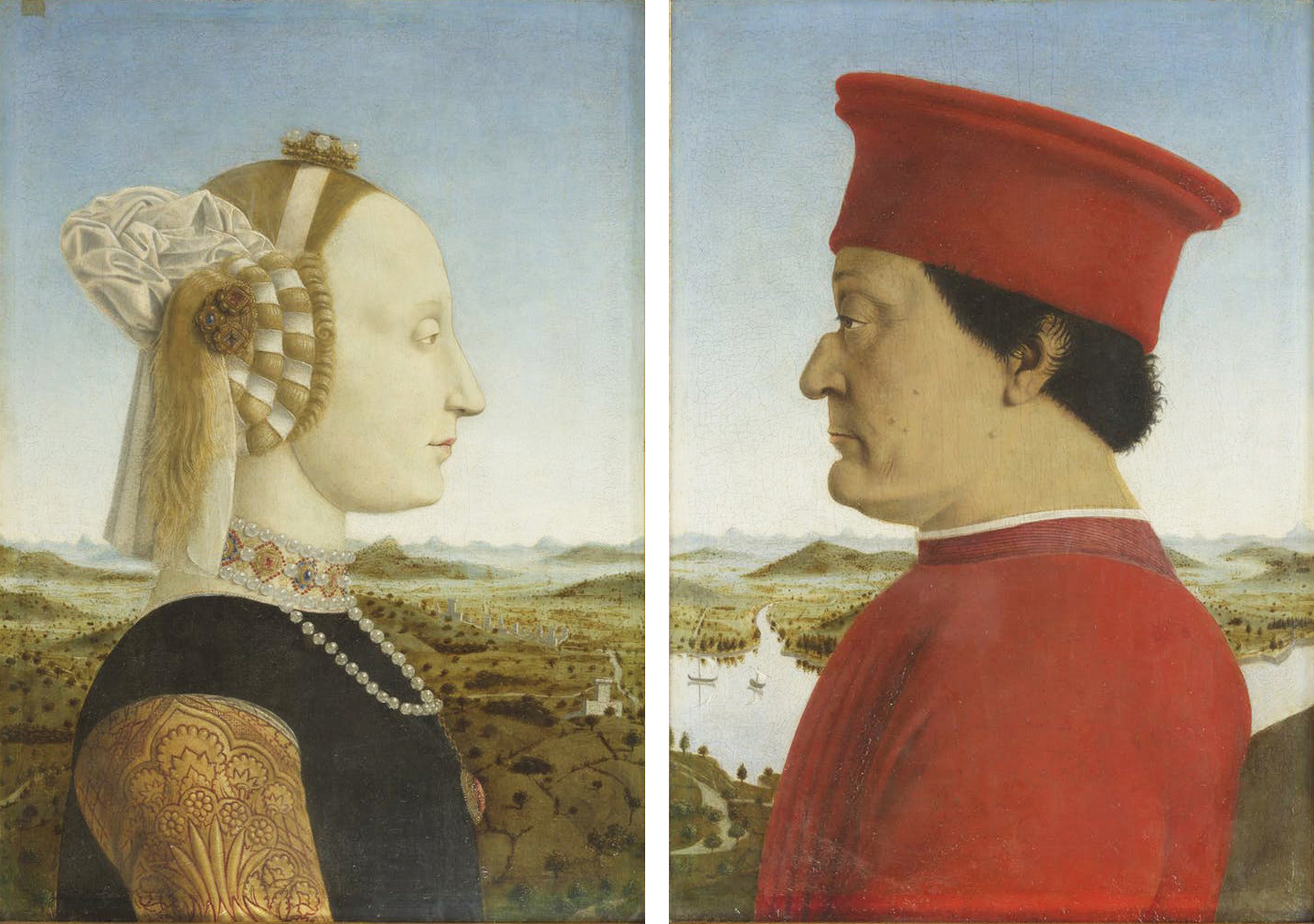
Díptico del duque de Urbino, Piero della Francesca, 1465-1472, 47 cm × 33 cm.

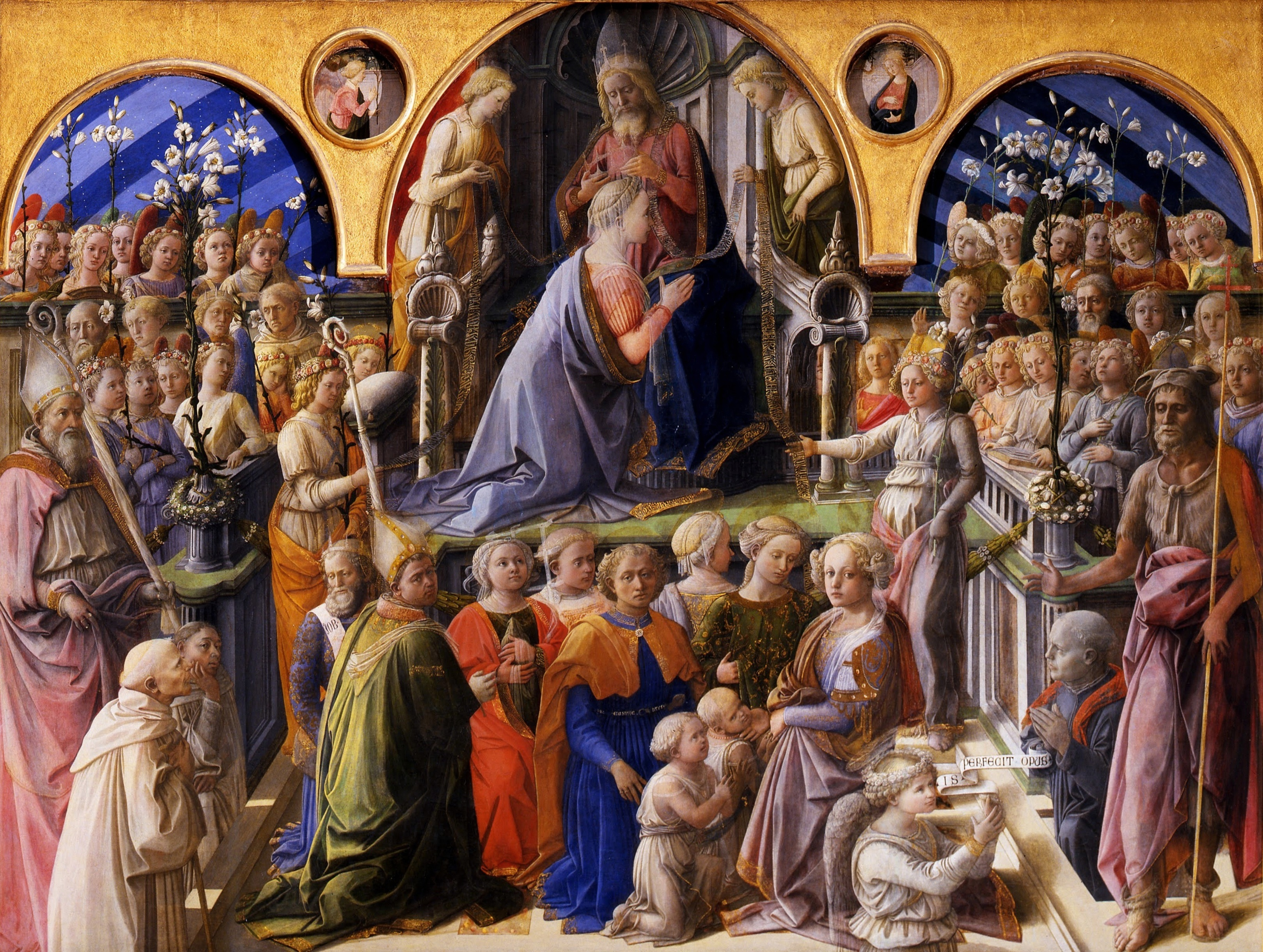
Coronación de la Virgen (Coronación Maringhi), Filippo Lippi, 1439-1447, 220 cm × 287 cm.

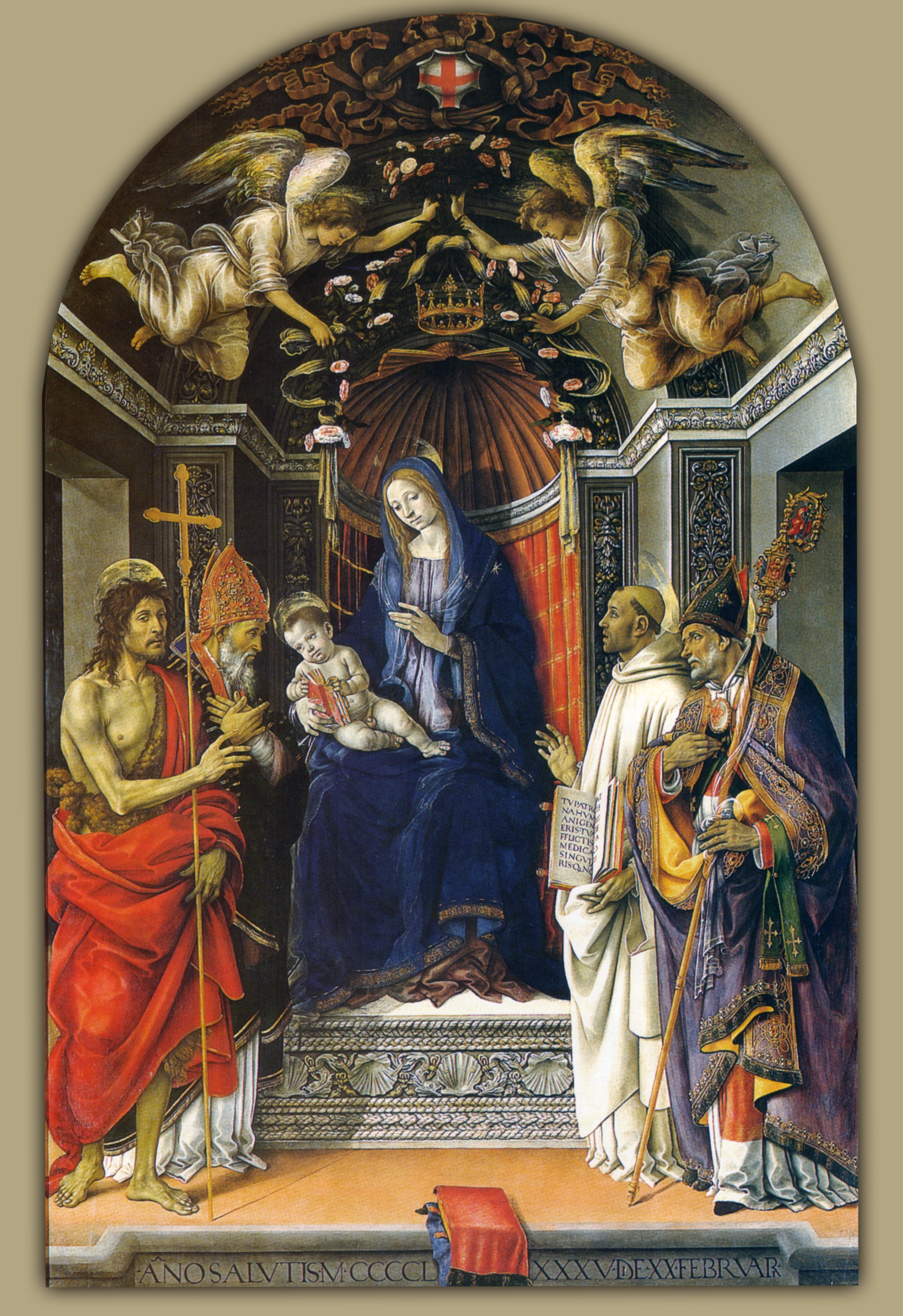
Virgen con Niño y cuatro santos (Retablo de los ocho), Filippino Lippi, 1486, 355 cm × 255 cm.

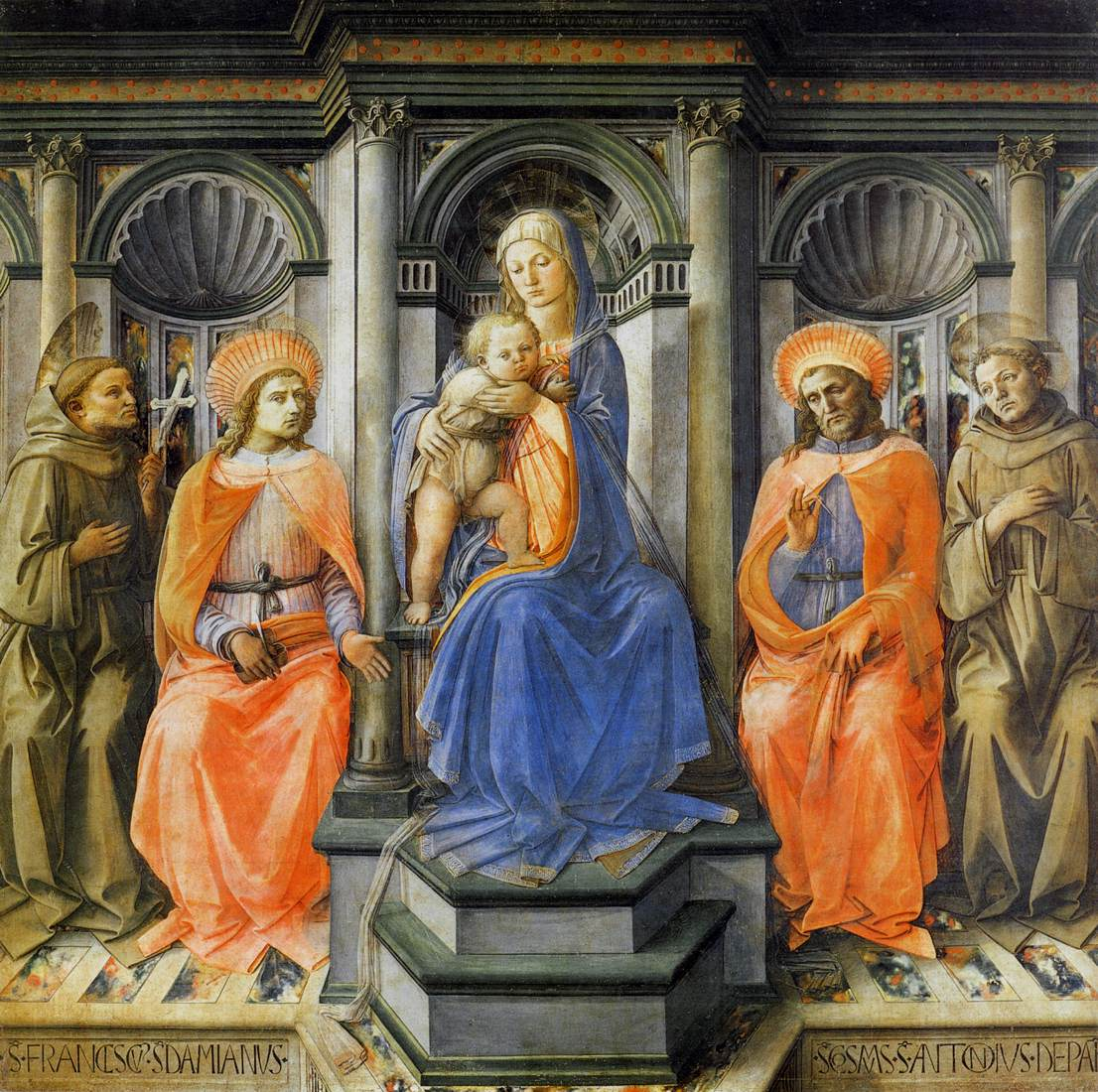
Retablo del Noviciado, Filippo Lippi, 1438, 196 cm × 196 cm.

La sala contiene muchos cuadros de Filippo Lippi, realizados en las décadas centrales del Quattrocento, y de su hijo Filippino, activo en las dos últimas décadas del siglo.
Filippo Lippi, fraile carmelita, se formó como hombre y artista en el convento florentino del Carmine, en contacto directo con los frescos de Masaccio y Masolino.
La influencia de este último fue importante para el artista en su juventud, durante los años Filippo mostró una gran atención a la evolución de la escultura florentina contemporánea, en particular la producción de Donatello y de Luca della Robbia.
La pintura flamenca adquirió el gusto por los materiales preciosos con extraordinaria eficiencia, como podemos constatar en la Coronación de la Virgen o en la Virgen con el Niño y dos ángeles, uno de los cuadros más famosos de la galería.
En la sala hay algunas obras maestras de Filippino, como el gran retablo con la Adoración de los Magos, y las obras de Alesso Baldovinetti.
| Autor                 | Nombre | Año              |
| --------------------- | --- | ---------------- |
| Alesso Baldovinetti   | Anunciación | aprox. 1457      |
| Alesso Baldovinetti   | Retablo de Cafaggiolo                                                                                           | aprox. 1454      |
| Filippino Lippi       | Adoración de los Magos                                                                                          | 1496             |
| Filippino Lippi       | Virgen con Niño y cuatro santos (Retablo de los Ocho)                                                           | 1486             |
| Filippino Lippi       | Adoración del Niño                                                                                              | 1483             |
| Filippino Lippi       | San Jerónimo | aprox. 1490      |
| Filippo Lippi         | Virgen con Niño y dos ángeles (Lippina)                                                                         | 1460-1465        |
| Filippo Lippi         | Virgen en el trono con el Niño y los santos Francisco, Damián, Cosme y Antonio de Padua (Retablo del Noviciado) | 1438             |
| Francesco Pesellino   | Predela del Retablo del Noviciado                                                                               | 1445             |
| Filippo Lippi         | Adoración del Niño de Camaldoli                                                                                 | 1463             |
| Filippo Lippi         | Coronación de la Virgen (Coronación Maringhi)                                                                   | 1439-1447        |
| Filippo Lippi         | Adoración del Niño de Annalena                                                                                  | aprox. 1455      |
| Filippo Lippi         | Predela del Retablo Barbadoli                                                                                   | 1438             |
| Filippo Lippi         | Virgen Anunciada, Ángel Anunciante, San Antonio Abad y San Juan Bautista                                        | aprox. 1452-1453 |
| Piero della Francesca | Díptico del duque de Urbino                                                                                     | aprox. 1465-1472 |

### Sala 9 De losPollaiolo

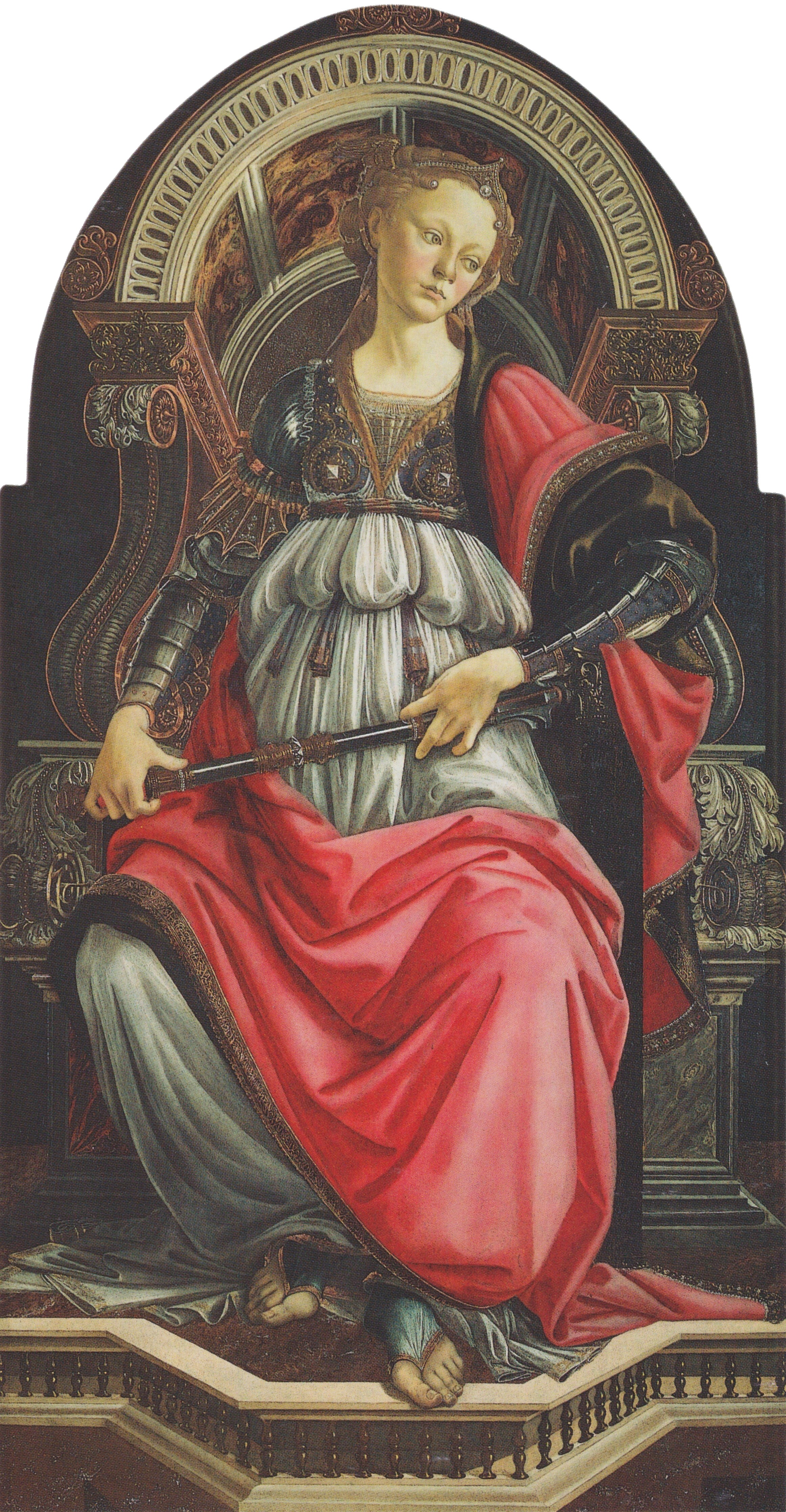
Fortaleza, Botticelli, 1470, 167 cm × 87 cm.

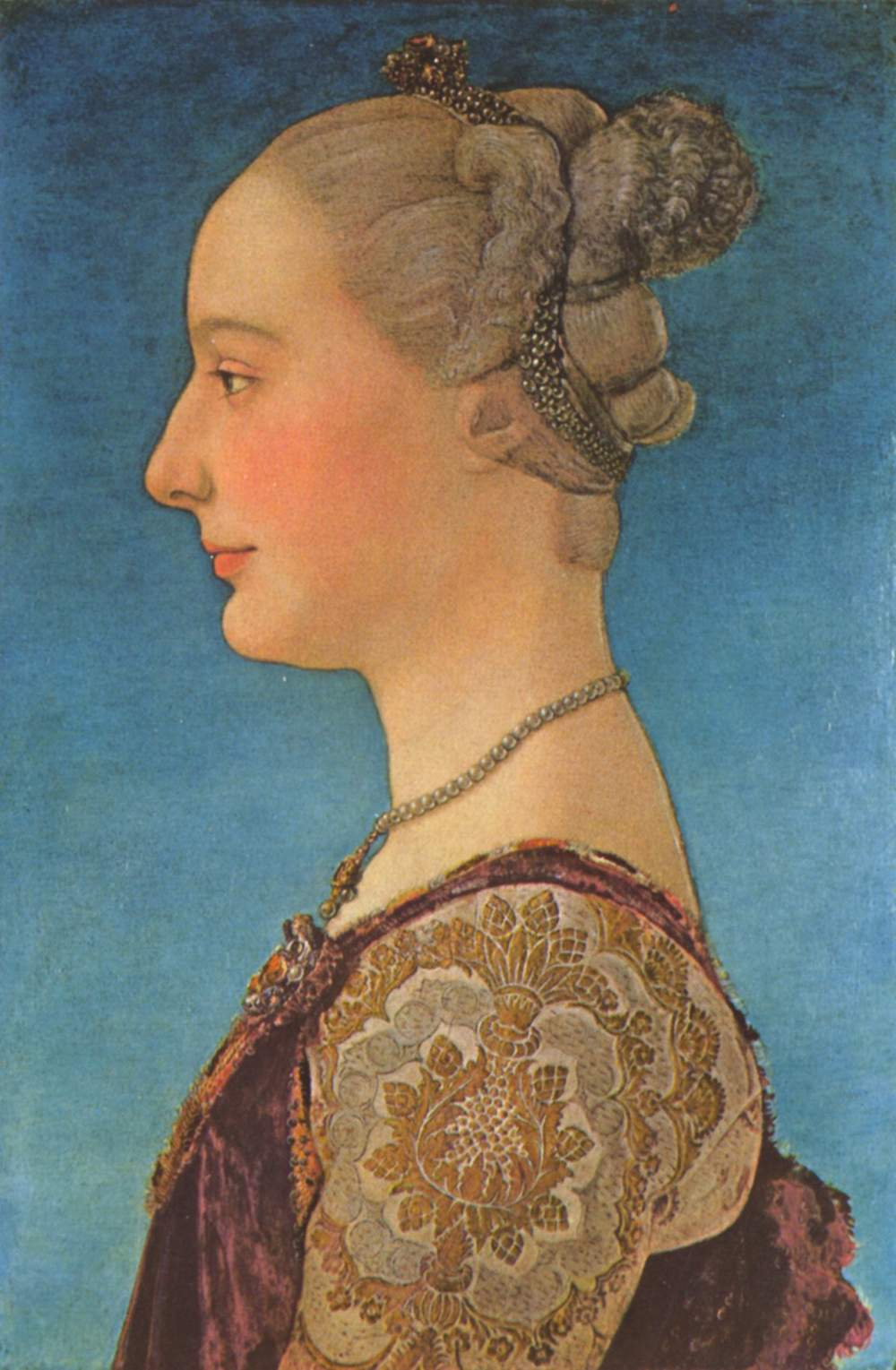
Retrato femenino, Antonio Pollaiolo, 1475, 45,5 cm × 32,7 cm.

La sala contiene la mayoría de las pinturas de los hermanos Antonio y Piero Pollaiolo, intérpretes en la segunda mitad del Quattrocento de una pintura de fuerte énfasis lineal, pero también muy atenta a las sugerencias de la pintura flamenca, como lo atestiguan dos de sus obras maestras, el Retrato femenino de Antonio, y el Retablo de San Jaime, San Vicente y San Eustaquio (Retablo del cardenal de Portugal), trabajo de colaboración entre los dos.
Se encuentran también las siete tablas con Virtudes, seis de los cuales fueron ejecutados por Piero Pollaiolo y el séptimo, que representa la Fortaleza, obra de Sandro Botticelli, a una edad temprana.
| Autor                     | Nombre                                                                   | Año              |
| ------------------------- | ------------------------------------------------------------------------ | ---------------- |
| Piero Pollaiolo           | Retrato de Galeazzo Maria Sforza                                         | 1471             |
| Antonio y Piero Pollaiolo | San Vicente, San Jaime, San Eustaquio (Retablo del Cardenal de Portugal) | aprox. 1466-1467 |
| Antonio Pollaiolo         | Retrato femenino                                                         | aprox. 1475      |
| Antonio Pollaiolo         | Hércules y Anteo                                                         | aprox. 1475      |
| Antonio Pollaiolo         | Hércules y la hidra                                                      | aprox. 1475      |
| Botticelli                | Fortaleza                                                                | 1470             |
| Piero Pollaiolo           | Templanza                                                                | 1470             |
| Piero Pollaiolo           | Prudencia                                                                | 1470             |
| Piero Pollaiolo           | Justicia                                                                 | 1470             |
| Piero Pollaiolo           | Fe                                                                       | 1470             |
| Piero Pollaiolo           | Caridad                                                                  | 1469             |
| Piero Pollaiolo           | Esperanza                                                                | 1470             |

### Sala 10-14Botticelli

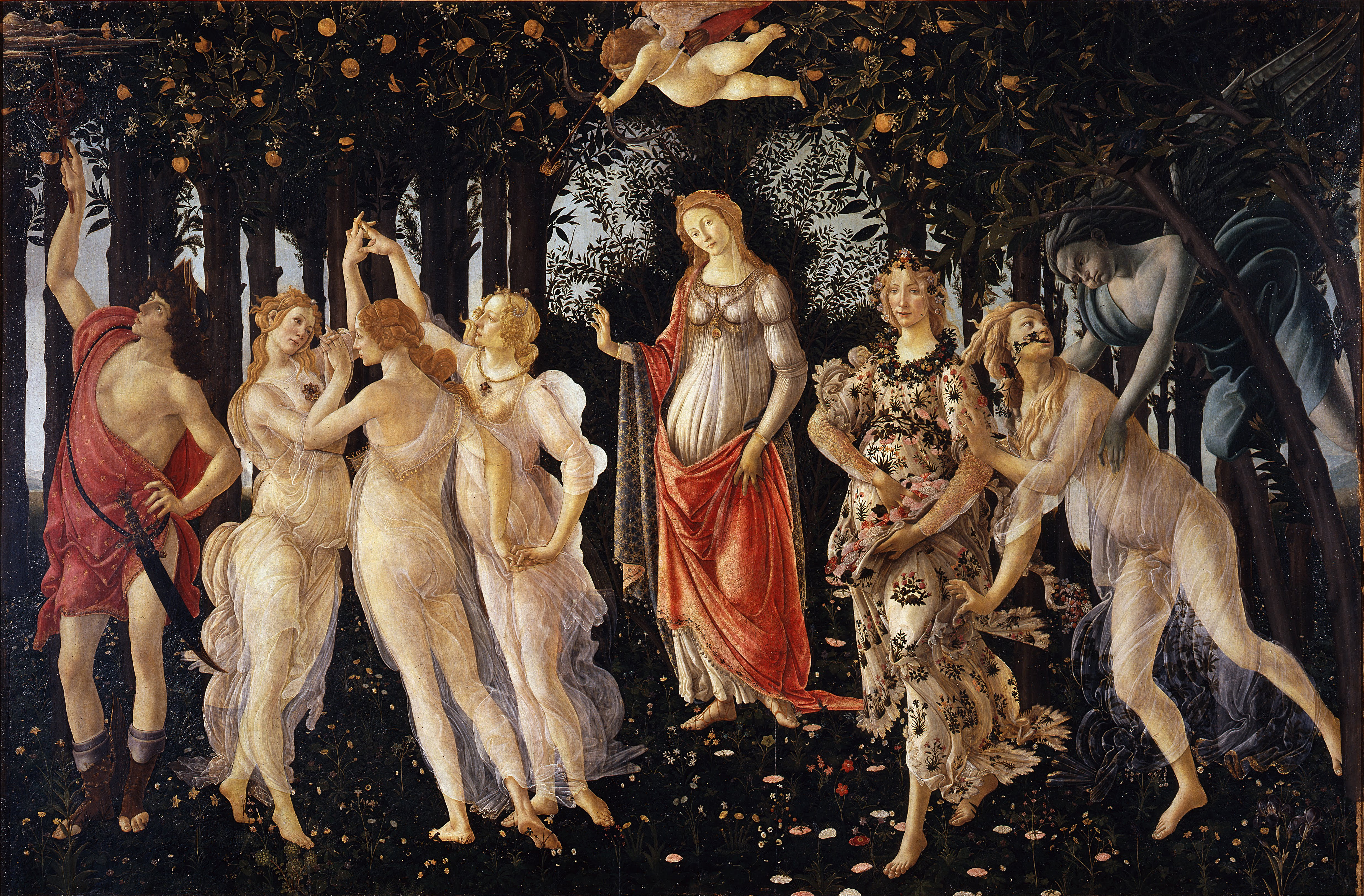
La Primavera, Botticelli, 1477-1478, 203 cm × 314 cm.

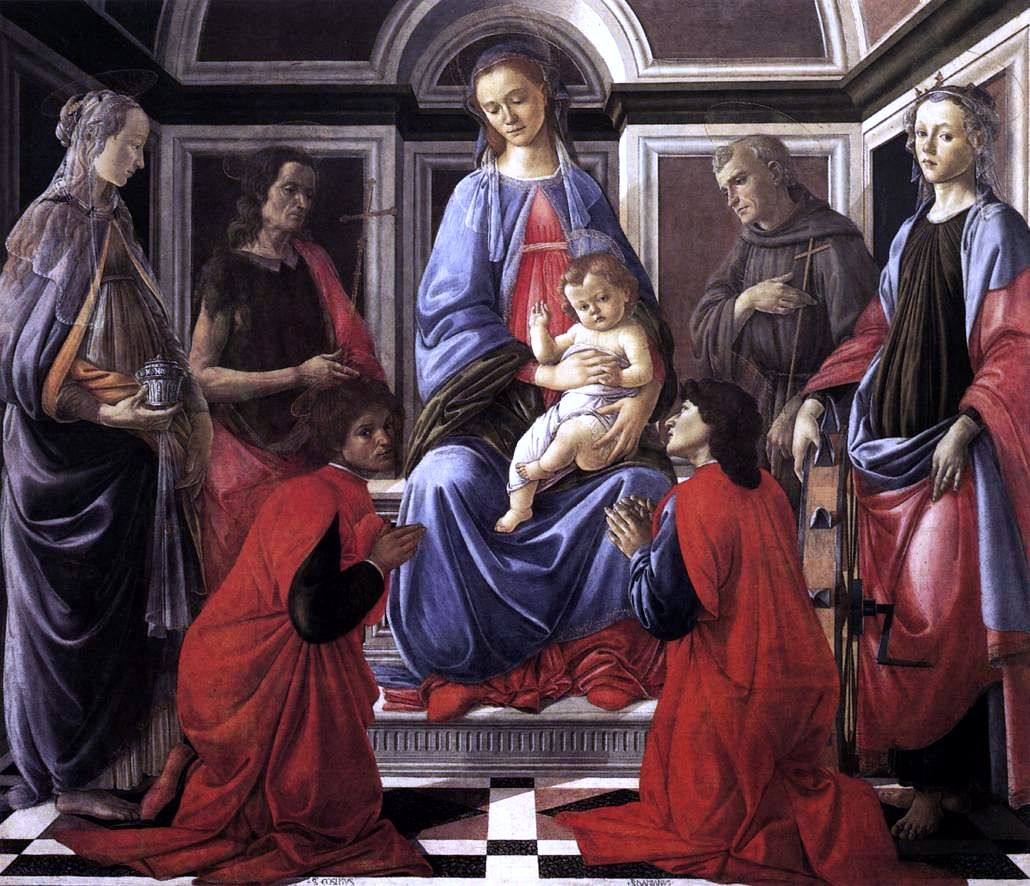
Retablo de San Ambrosio, Botticelli, 1470, 170 cm × 194 cm.

El nacimiento de Venus, Botticelli, 1483-1485, 278,5 cm × 172,5 cm.

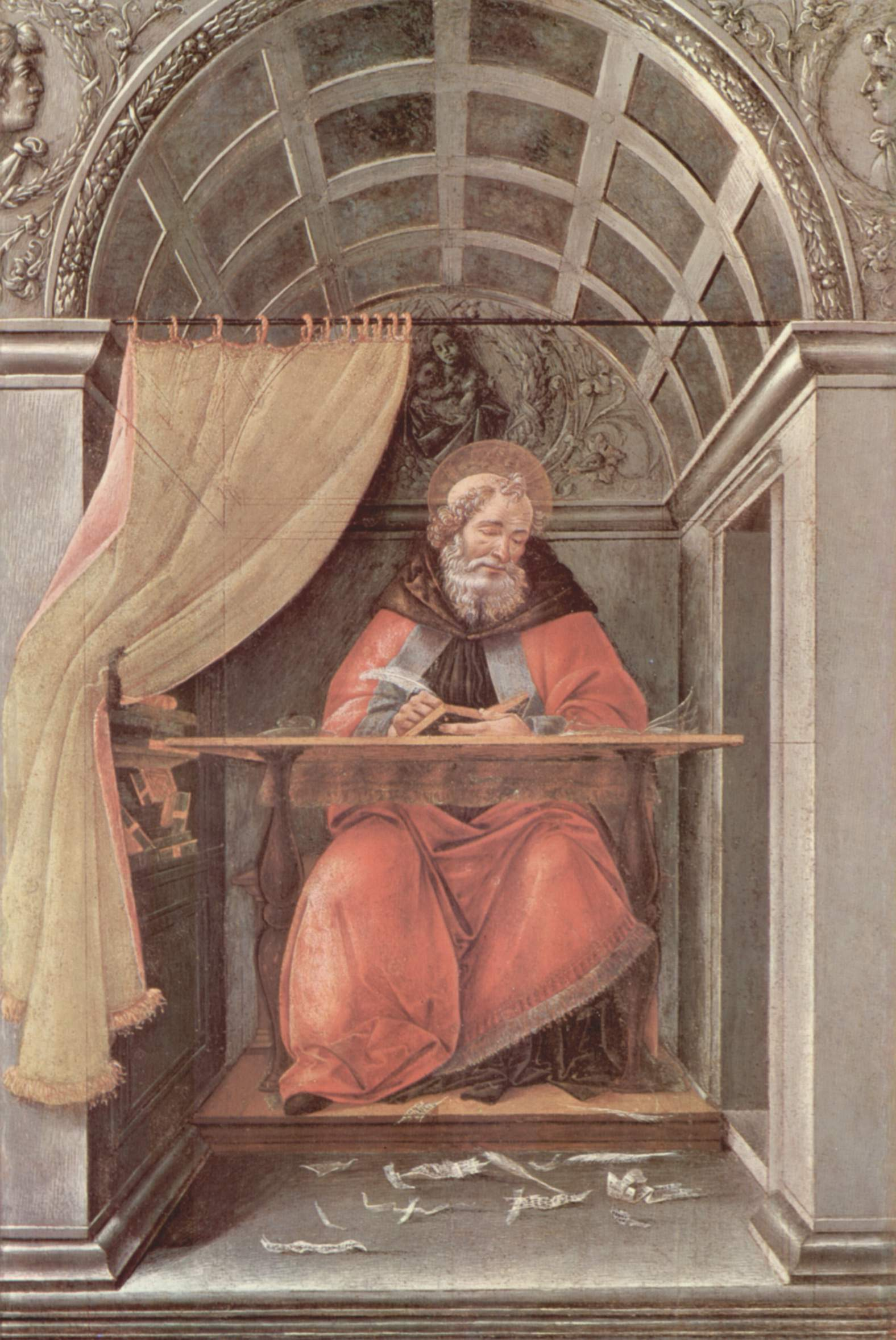
San Agustín en el estudio, Botticelli, 1480, 41 cm × 27 cm.

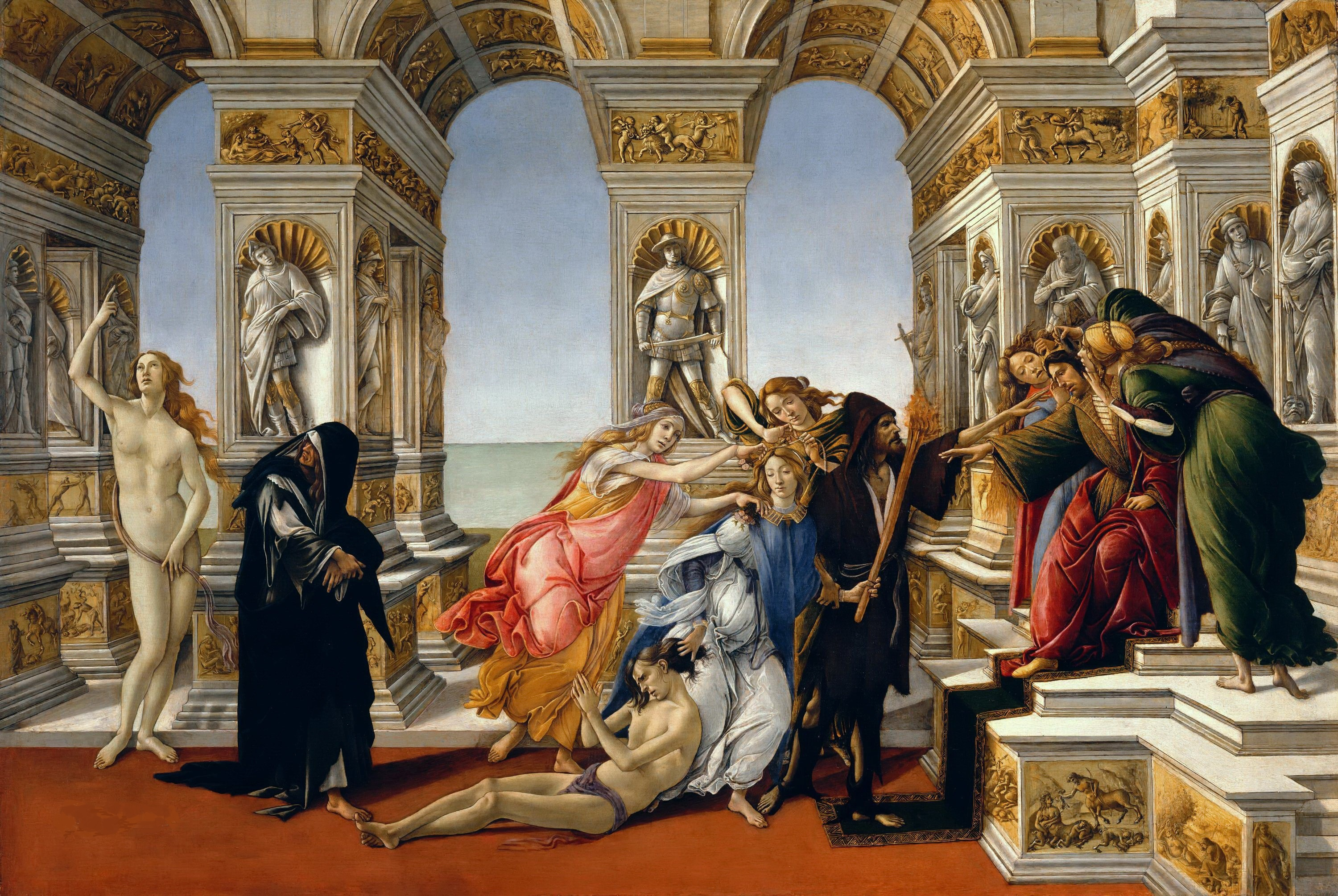
La calumnia de Apeles, Botticelli, 1495, 62 cm × 91 cm.

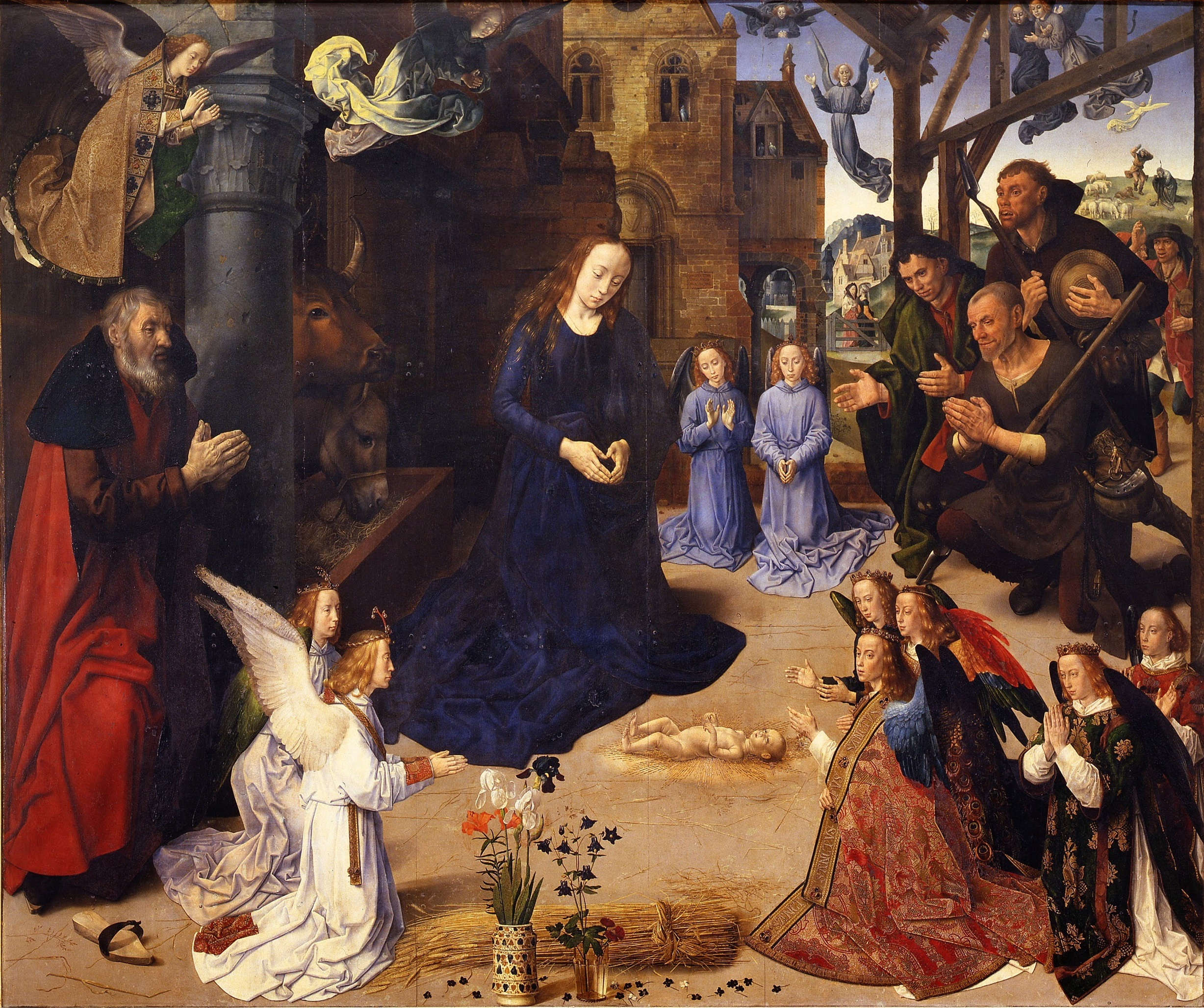
Tríptico Portinari, Hugo van der Goes, 1476-1478, 253 cm × 304 cm.

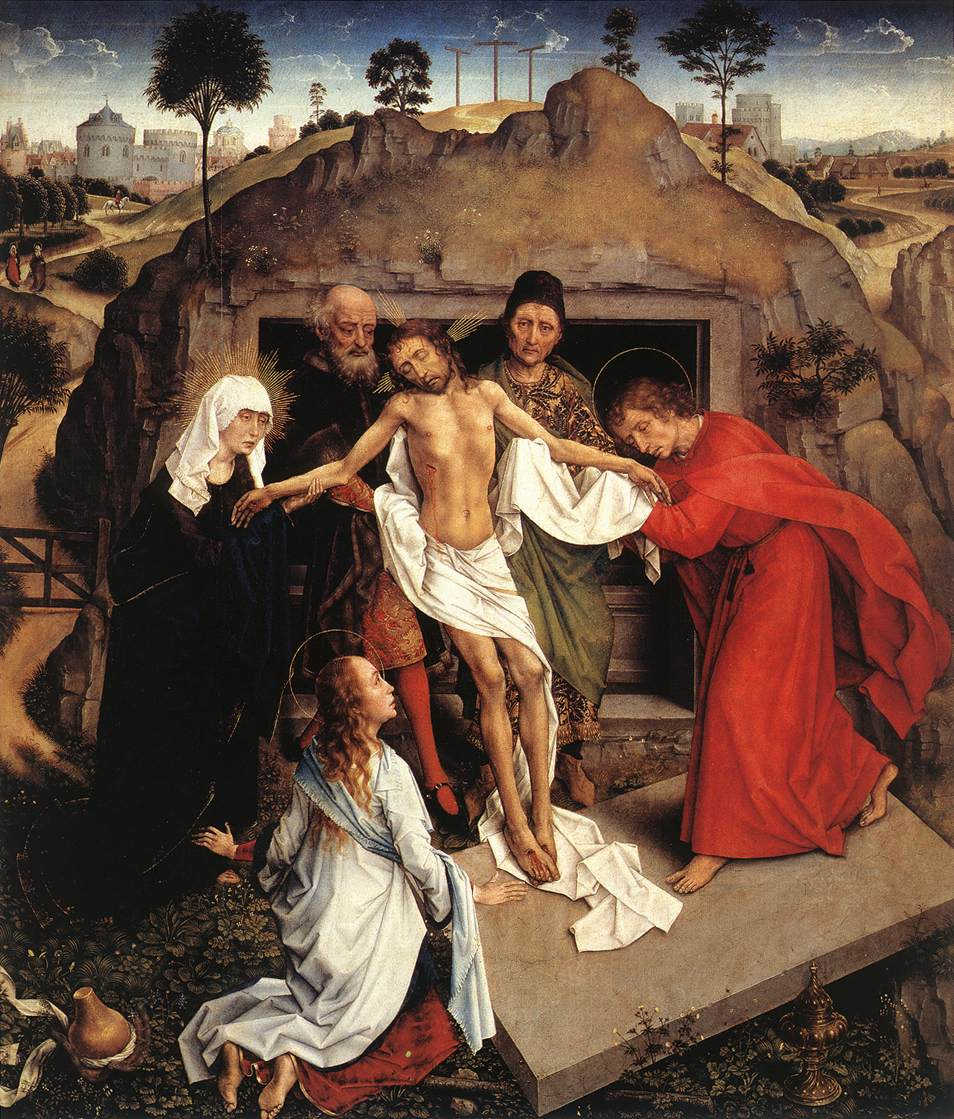
Lamentación y entierro de Cristo, Rogier van der Weyden, 1460-1463, 96 cm × 110 cm.

La gran sala, derivada del precedente del antiguo teatro de los Medici, mantiene la cubierta original. Es una de las más famosas de la galería, ya que alberga algunas de las obras maestras del Renacimiento realizadas en las últimas décadas del Quattrocento.
Entre las quince obras de Sandro Botticelli las más conocidas son La Primavera y El nacimiento de Venus, las primeras pinturas de tema profano de grandes dimensiones del Renacimiento italiano, que atestiguan el clima cultural de Florencia en la época de Lorenzo el Magnífico.
De extraordinaria intensidad son también sus pinturas de temas sagrados como el Retablo de San Bernabé, o la maravillosa Virgen del Magnificat.
Un lado de la gran sala está ocupado por una de las obras maestras de la pintura flamenca, el Tríptico Portinari de Hugo van der Goes, una obra que llegó a Florencia en 1483, y ejerció una gran influencia en los artistas florentinos, desde el mismísimo Botticelli.
La influencia de las culturas nórdicas también se nota en Domenico Ghirlandaio, quien es representado por tres pinturas en esta sala.
| Autor                                        | Nombre                                                              | Año              |
| -------------------------------------------- | ------------------------------------------------------------------- | ---------------- |
| Botticelli                                   | San Agustín en el estudio                                           | 1480             |
| Botticelli                                   | Virgen con el niño (Virgen del rosal)                               | 1469-1470        |
| Botticelli                                   | Virgen con el niño y ángeles (Virgen del Magnificat)                | 1483             |
| Botticelli                                   | El nacimiento de Venus                                              | 1483-1485        |
| Botticelli                                   | Palas y el Centauro                                                 | aprox. 1482      |
| Botticelli                                   | Retorno de Judit del campo enemigo                                  | 1470             |
| Botticelli                                   | Descubrimiento del cadáver de Holofernes                            | 1470             |
| Botticelli                                   | Virgen con el niño (Virgen en gloria de los serafines)              | 1469-1470        |
| Botticelli                                   | Virgen con el niño y ángeles (Virgen de la granada))                | 1487             |
| Botticelli                                   | Alegoría de la calumnia                                             | aprox. 1494-1495 |
| Botticelli                                   | Primavera                                                           | aprox. 1477-1478 |
| Botticelli                                   | Adoración de los Magos                                              | aprox. 1475      |
| Botticelli                                   | Retrato de hombre con la medalla de Cosme el Viejo                  | aprox. 1475-1476 |
| Botticelli                                   | Virgen con el Niño y seis santos (Retablo de San Ambrosio)          | aprox. 1470      |
| Domenico Ghirlandaio                         | Adoración de los Magos                                              | 1487             |
| Hugo van der Goes                            | Adoración de los pastores (Tríptico Portinari)                      | 1476-1478        |
| Rogier van der Weyden                        | Descendimiento en el sepulcro                                       | 1460-1463        |
| Domenico Ghirlandaio                         | Virgen con el niño (Sagrada conversación de Monticelli)             | 1483             |
| Domenico Ghirlandaio, Bartolomeo di Giovanni | Predela Piedad e historia de los santos                             | 1483             |
| Domenico Ghirlandaio                         | Virgen con el niño y los santos (Sagrada conversación de Ingesuati) | 1484-1486        |
| Botticelli                                   | Anunciación                                                         | aprox. 1489      |
| Botticelli                                   | Coronación de la Virgen (Retablo de San Marcos)                     | 1488-1490        |
| Botticelli                                   | Predela Historias de los santos                                     | 1488-1490        |
| Botticelli                                   | Virgen y el niño con los Santos (Retablo de San Bernabé)            | 1487             |
| Botticelli                                   | Predela Historias de los santos                                     | 1487             |

### Salas 15-45
- 15 Leonardo da Vinci
- 16 Cartografía
- 17 Sala del Hermafrodita
- 18 La Tribuna
- 19 Signorelli y Perugino
- 20 Alberto Durero
- 21 Giovanni Bellini y Giorgione
- 22 Renacimiento flamenco y alemán
- 23 Correggio y Mantegna
- 24 Gabinete de miniaturas
- 25 Miguel Ángel (Tondo Doni) y maestros florentinos
- 26 Rafael y Andrea del Sarto
- 27 Pontormo y Rosso Fiorentino
- 28 Tiziano y Sebastiano del Piombo
- 29 Parmigianino y Dosso Dossi
- 30 Escuela de Emilia de Cinquecento
- 31 Veronés
- 32 Bassano y Tintoretto
- 33 Cinquecento
- 34 Cinquecento lombardo
- 35 Barroco y Contrarreforma toscana
- 38 Exposiciones temporales
- 39-40 Vestíbulo de salida
- 41 Rubens
- 42 Sala de Níobe
- 43 siglo XVII italiano y europeo
- 44 Rembrandt y pintura flamenca del siglo XVII
- 45 Siglo XVIII italiano y europeo

### Salas Azules (46-55)
- Velázquez
- El Greco
- Goya
- Jusepe de Ribera
- Charles Le Brun
- Simon Vouet
- François Boucher
- Chardin
- Rembrandt
- Jan Brueghel el Viejo
- Teniers el Joven
- Paul Brill
- Rubens
- Van Dyck

### Salas de la primera planta

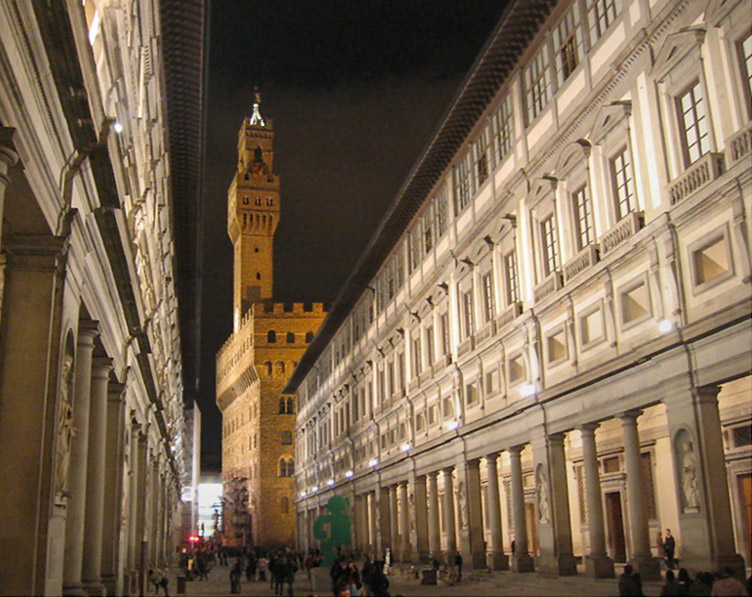
Vista nocturna de la Galería Uffizi con el Palazzo Vecchio al fondo.

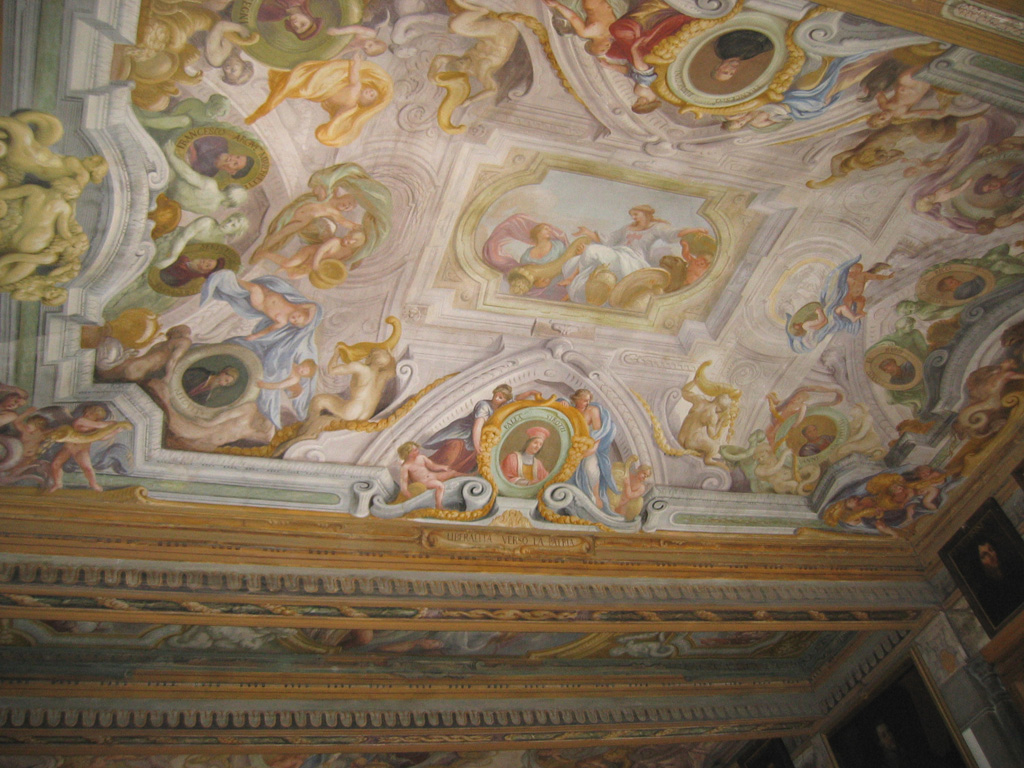
Detalle de los frescos que decoran las estancias de la galería.

Se accede a través de la Escalera de Buontalenti:
- Sala de Caravaggio
- Sala de Bartolomeo Manfredi
- Sala de Gherardo delle Notti
- Sala de seguidores de Caravaggio
- Sala de Guido Reni
- Gabinete de dibujos y grabados de los Uffizi
- Corredores de poniente y levante y segundo corredor

### Colección Contini Bonacossi
En el ala derecha del edificio, con entrada por vía Lambertesca, se encuentra expuesta la extraordinaria colección Contini Bonacossi, reunida a comienzos del siglo XX y donada a la Galería Uffizi en los años 90, representando así una ampliación considerable de los fondos del museo. De la colección forma mobiliario, cerámica antigua, terracotas de Luca Della Robbia y sobre todo una muy notable serie de obras de escultura y pintura, en especial toscana, entre las que destacan:
- Maestà con San Francisco y Santo Domingo de Cimabue,
- Madonna de la nieve de Stefano di Giovanni el Sassetta (circa 1432),
- Madonna Pazzi de Andrea del Castagno (circa 1445),
- San Jerónimo de Giovanni Bellini (circa 1479),
- Madonna con ocho santos de Bramantino (1520-1530),
- San Antonio Abad de Francisco de Zurbarán (1598-1664)
- Mármoles del Martirio de San Lorenzo de Gian Lorenzo Bernini (1616),
- Torero de Francisco de Goya (circa 1800).

### Sala de las postas reales
Esta sala de la planta baja del a la derecha es usada por la asociación Amici degli Uffizi, que organiza periódicamente exposiciones temporales gratuitas sobre diversos temas, con obras objeto de depósito. Las últimas exposiciones realizadas en esta sala estuvieron dedicadas al erotismo y a los autorretratos.

## Galería de obras maestras
Algunas de las obras más importantes que se exhiben en la Galería Uffizi:

Sandro Botticelli, El nacimiento de Venus.
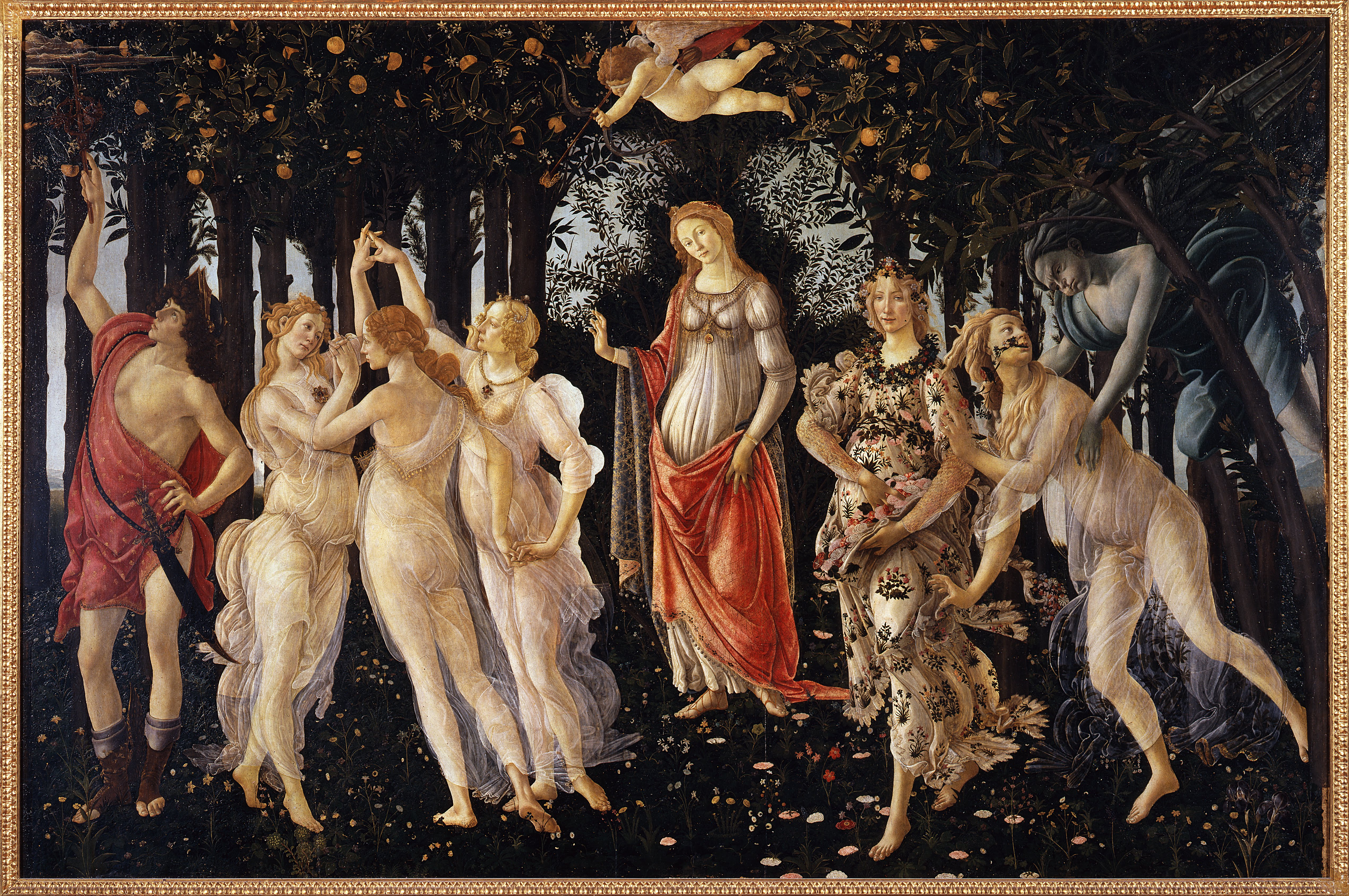
Sandro Botticelli, La primavera.
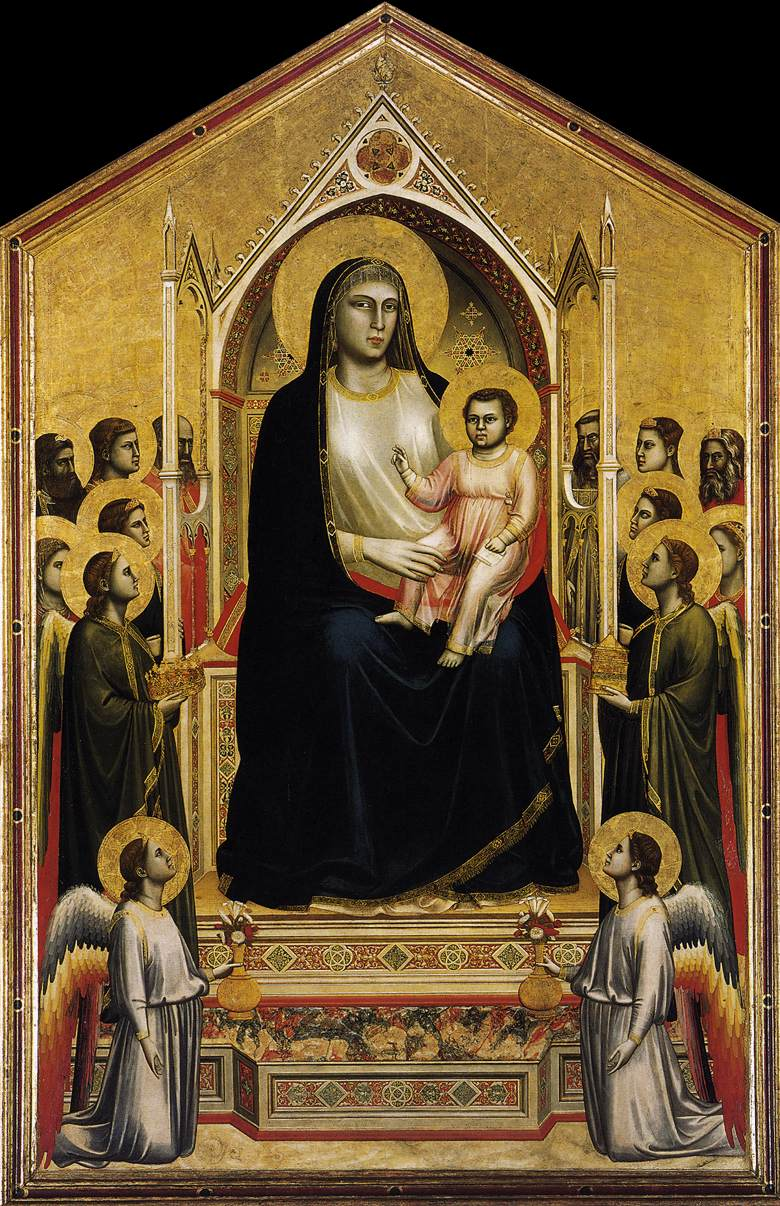
Giotto, Maestà di Ognissanti.
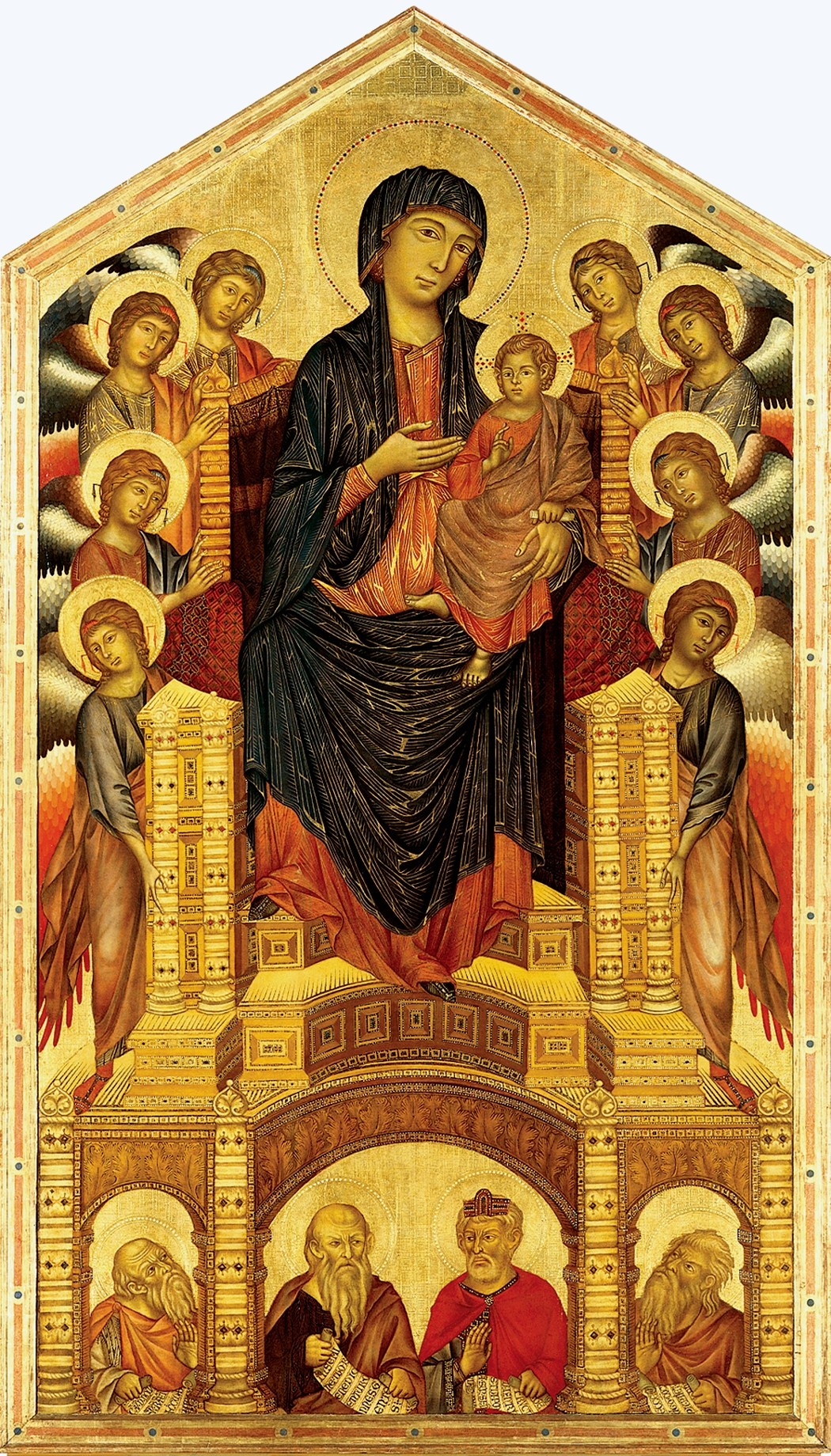
Cimabue, Virgen en Majestad.
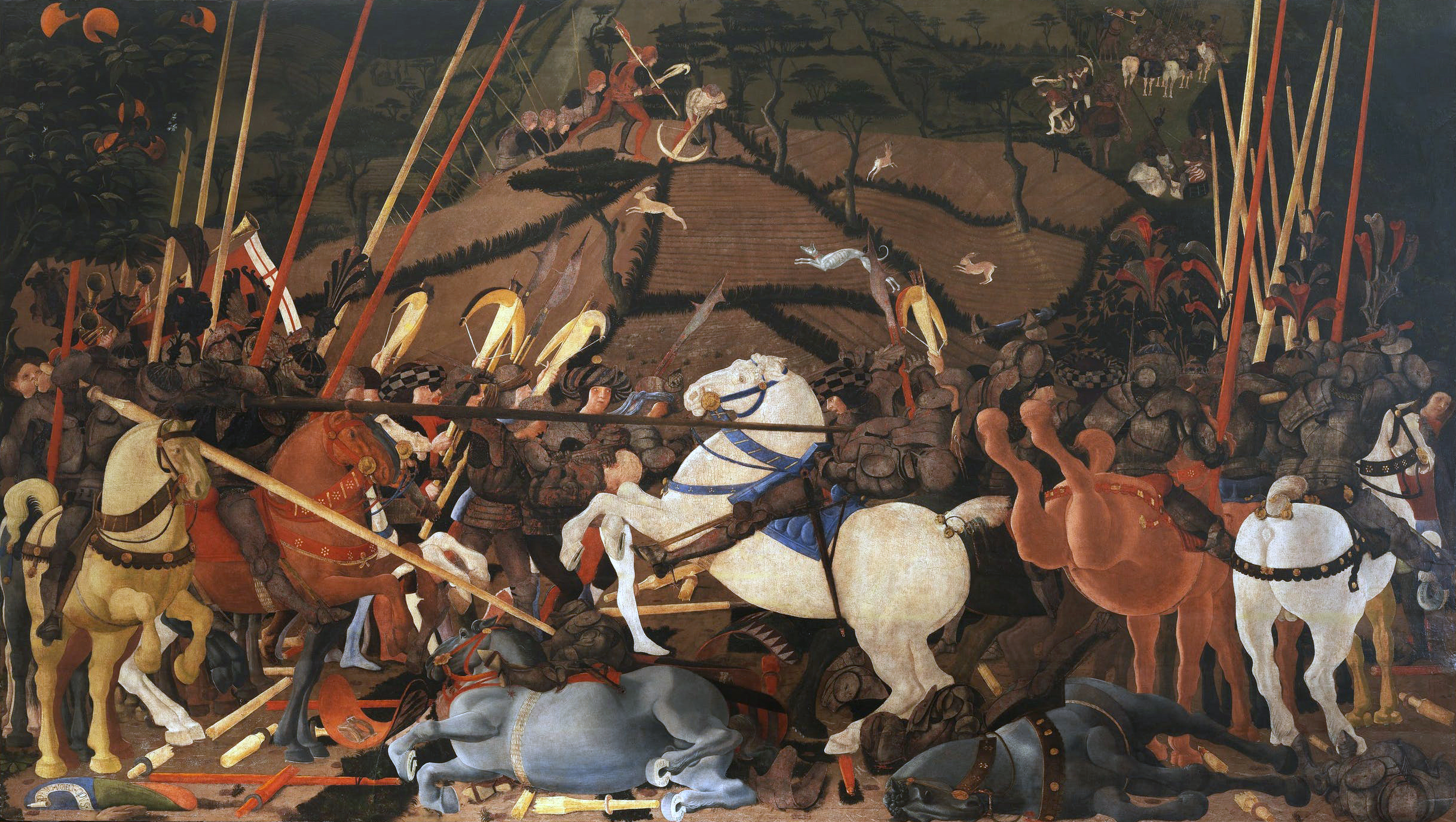
Paolo Uccello, La Batalla de San Romano.
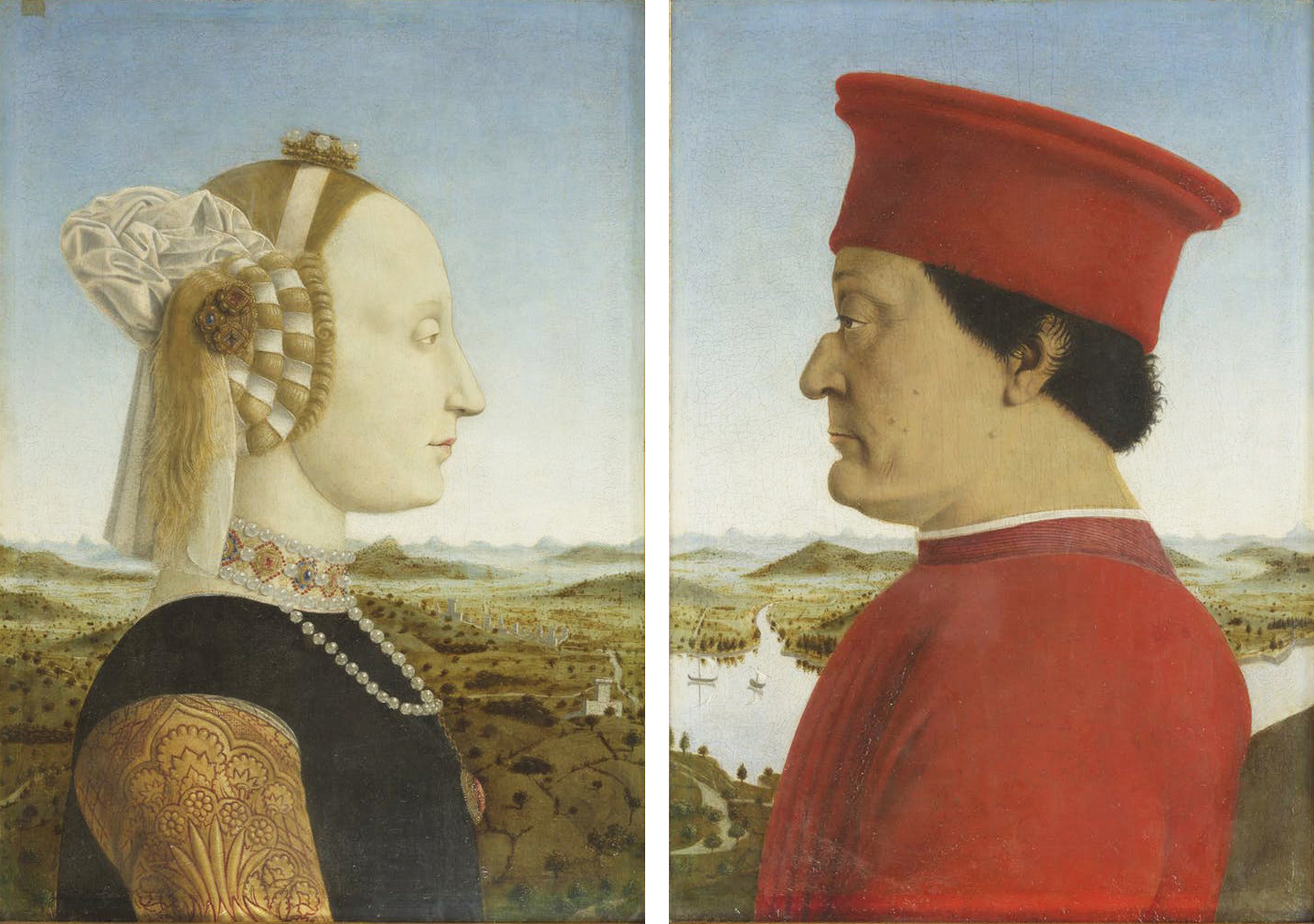
Piero della Francesca, Díptico del duque de Urbino.
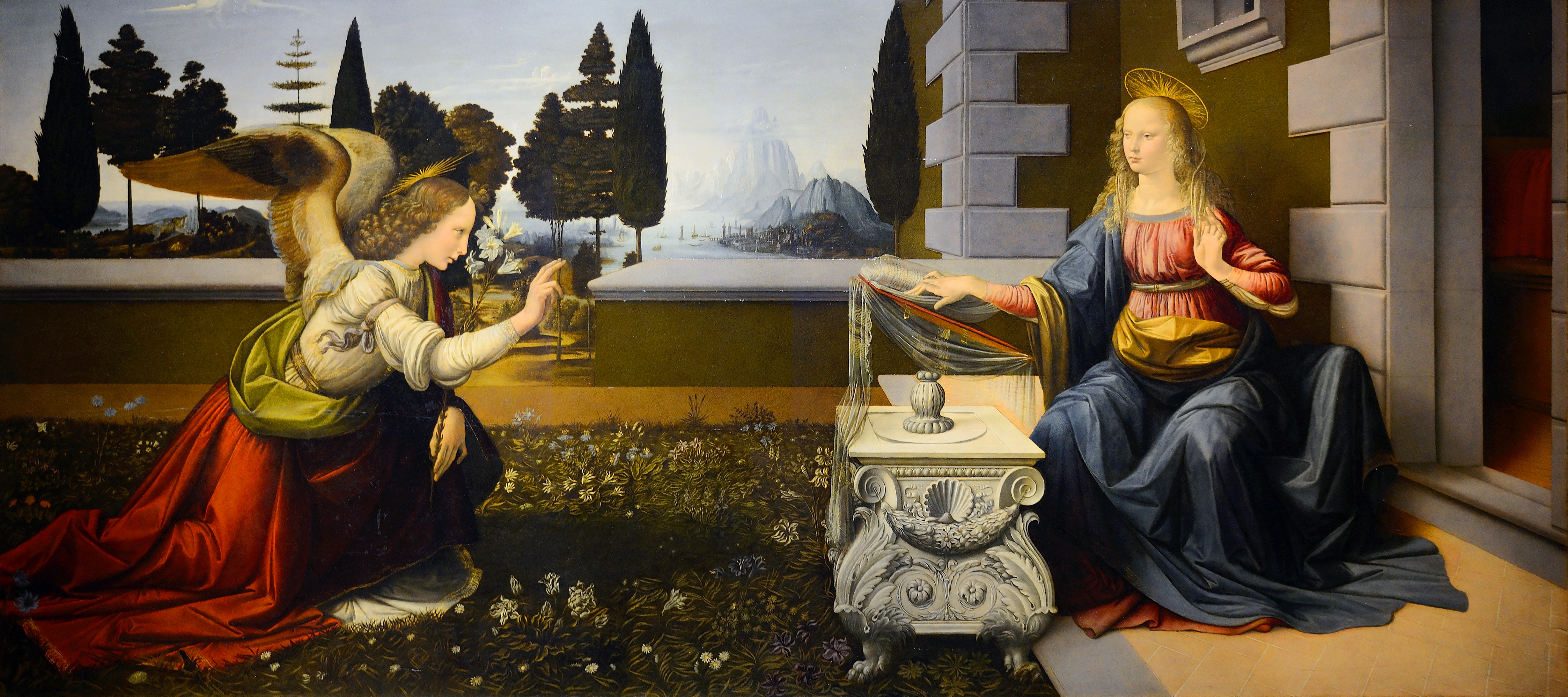
Leonardo da Vinci, Anunciación.
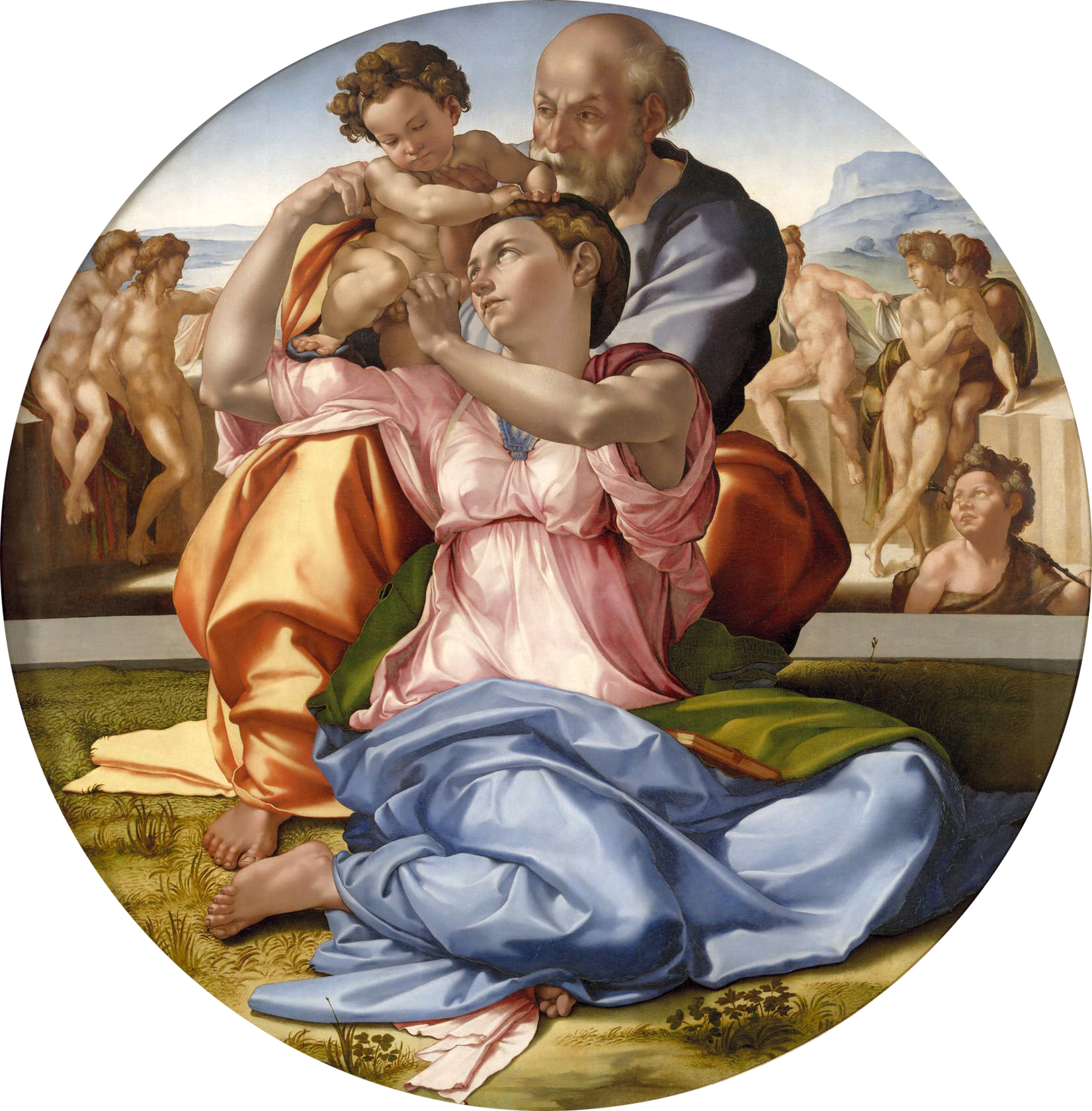
Miguel Ángel, Tondo Doni, h. 1504-05.
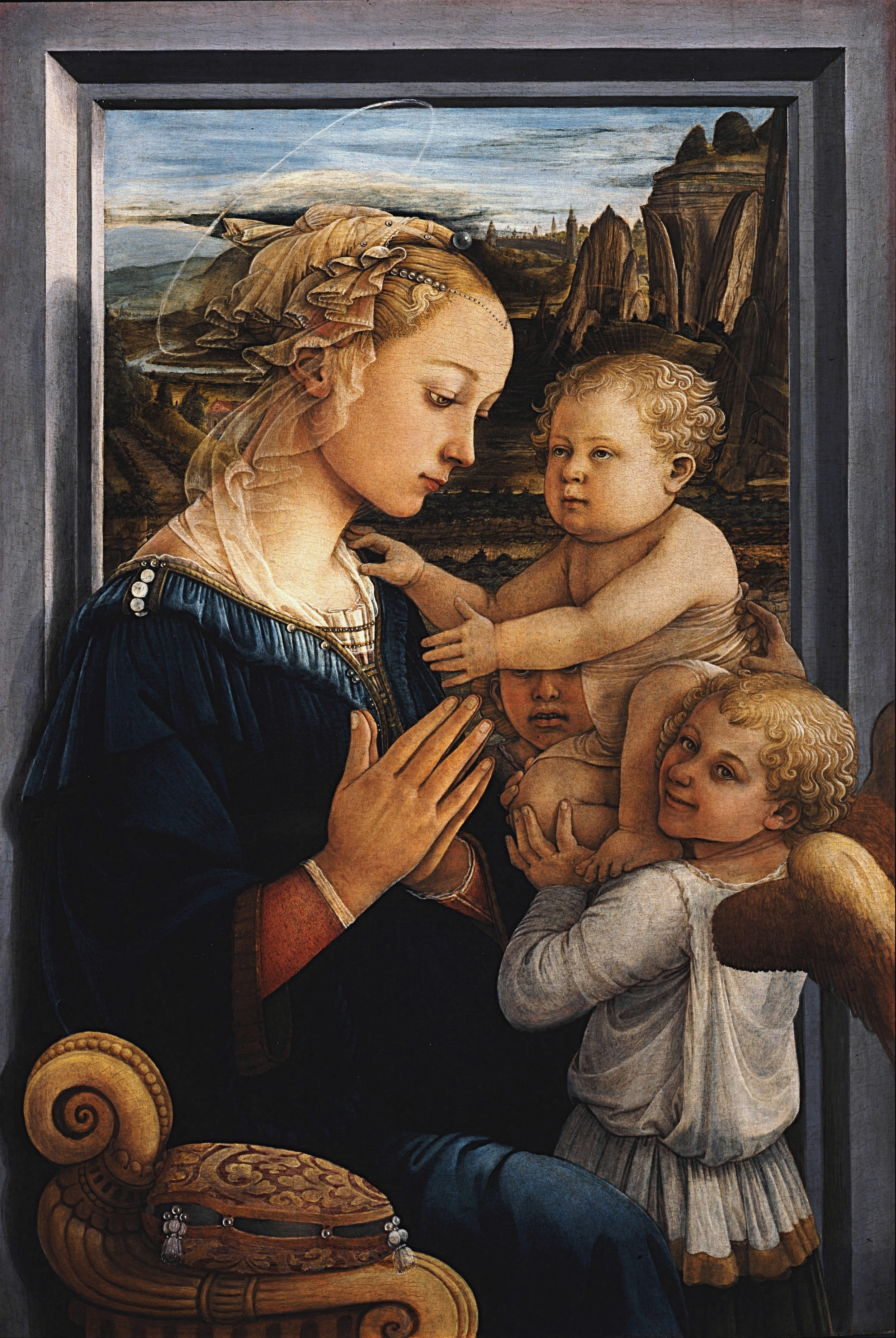
Fra Filippo Lippi, Virgen con Niño y dos ángeles.
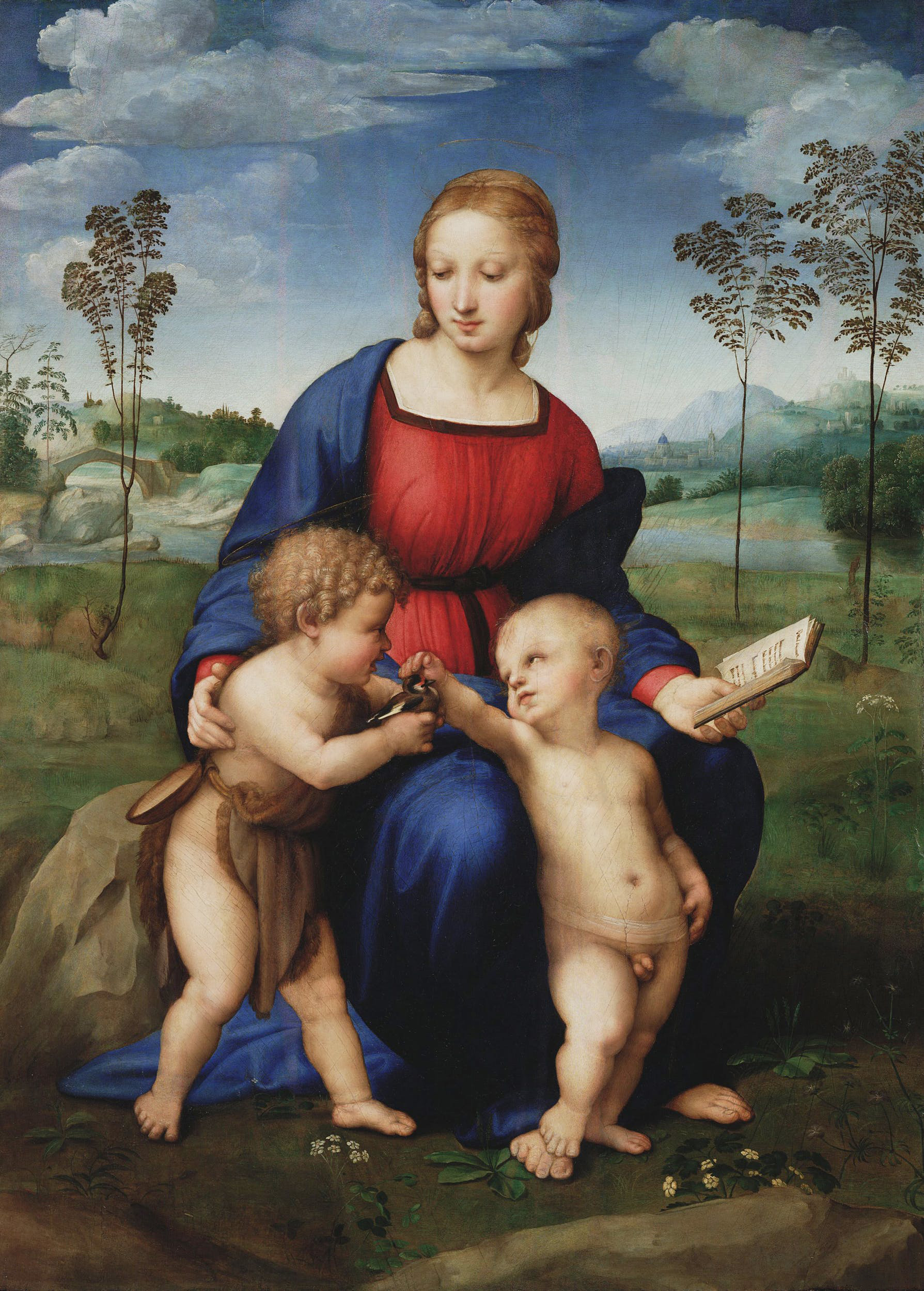
Rafael Sanzio, Madonna del jilguero.
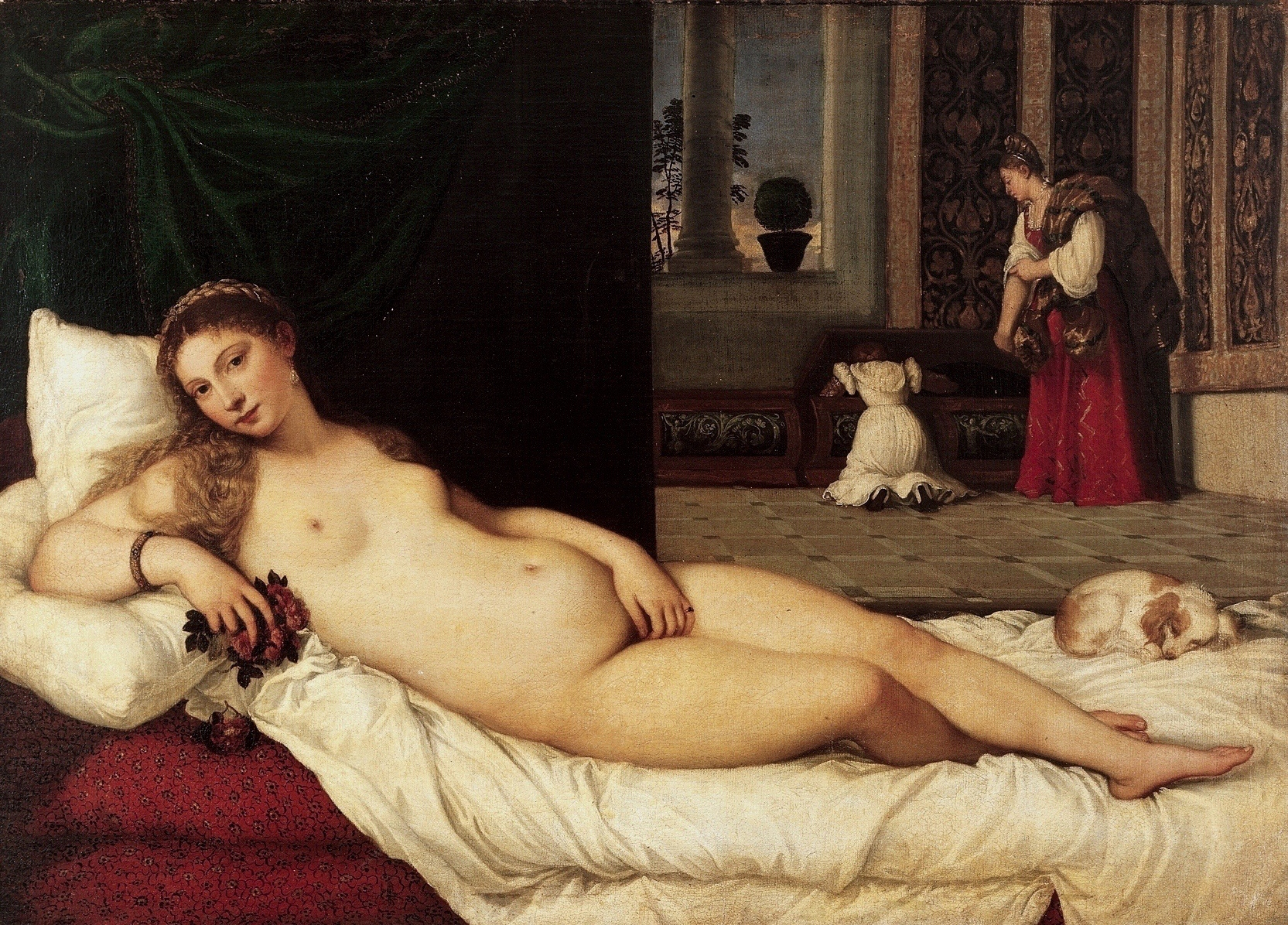
Tiziano, La Venus de Urbino.
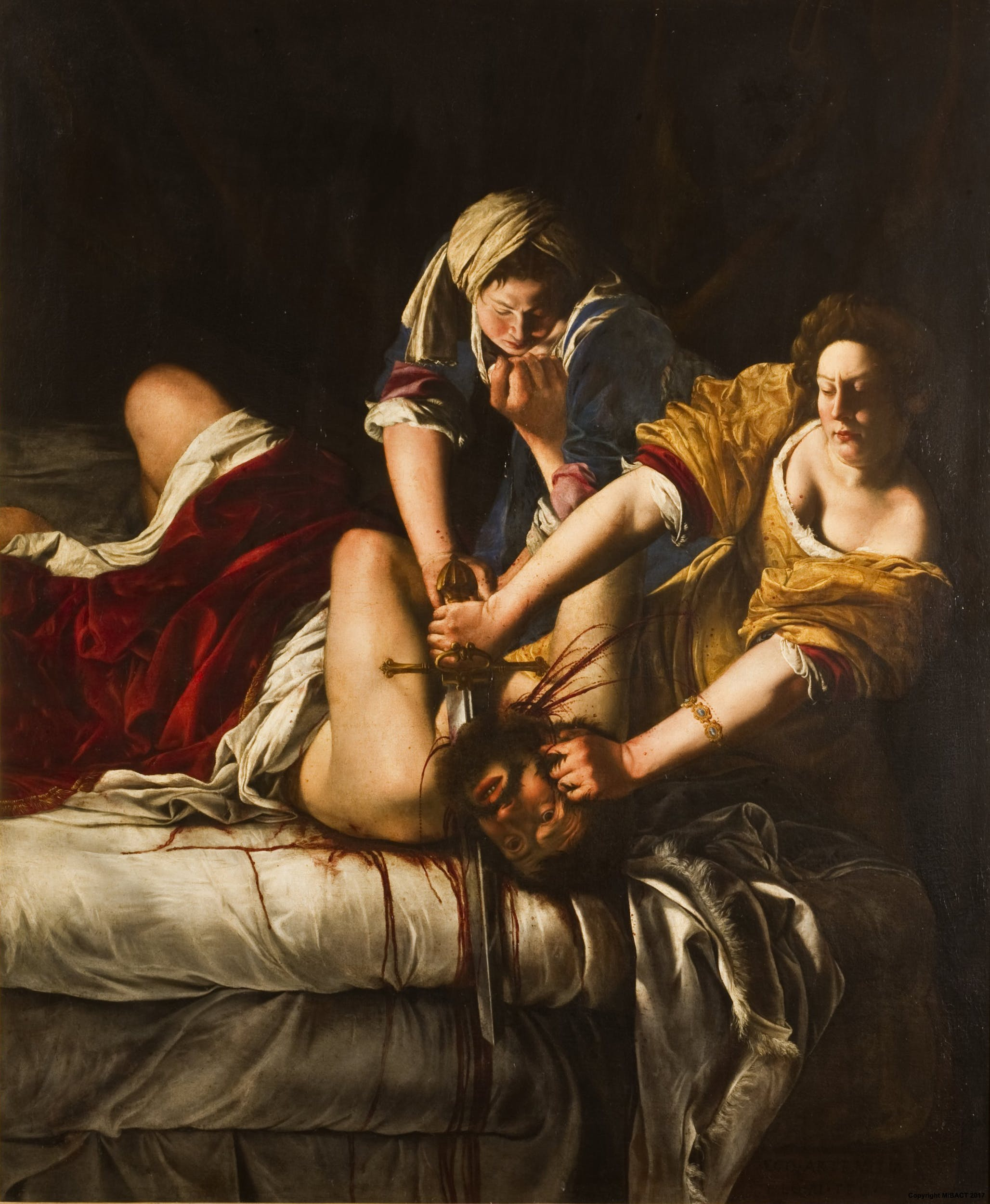
Artemisia Gentileschi, Judit decapitando a Holofernes
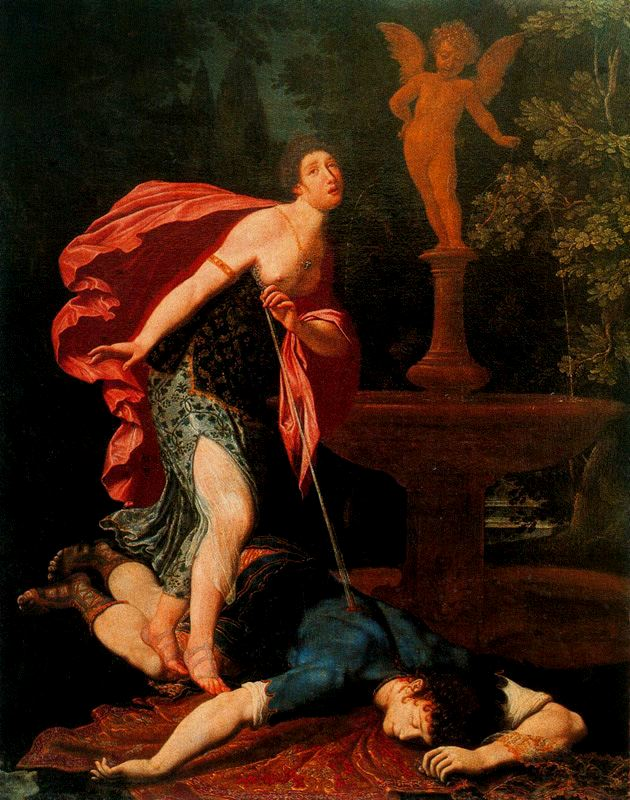
Gregorio Pagani, Píramo y Tisbe.
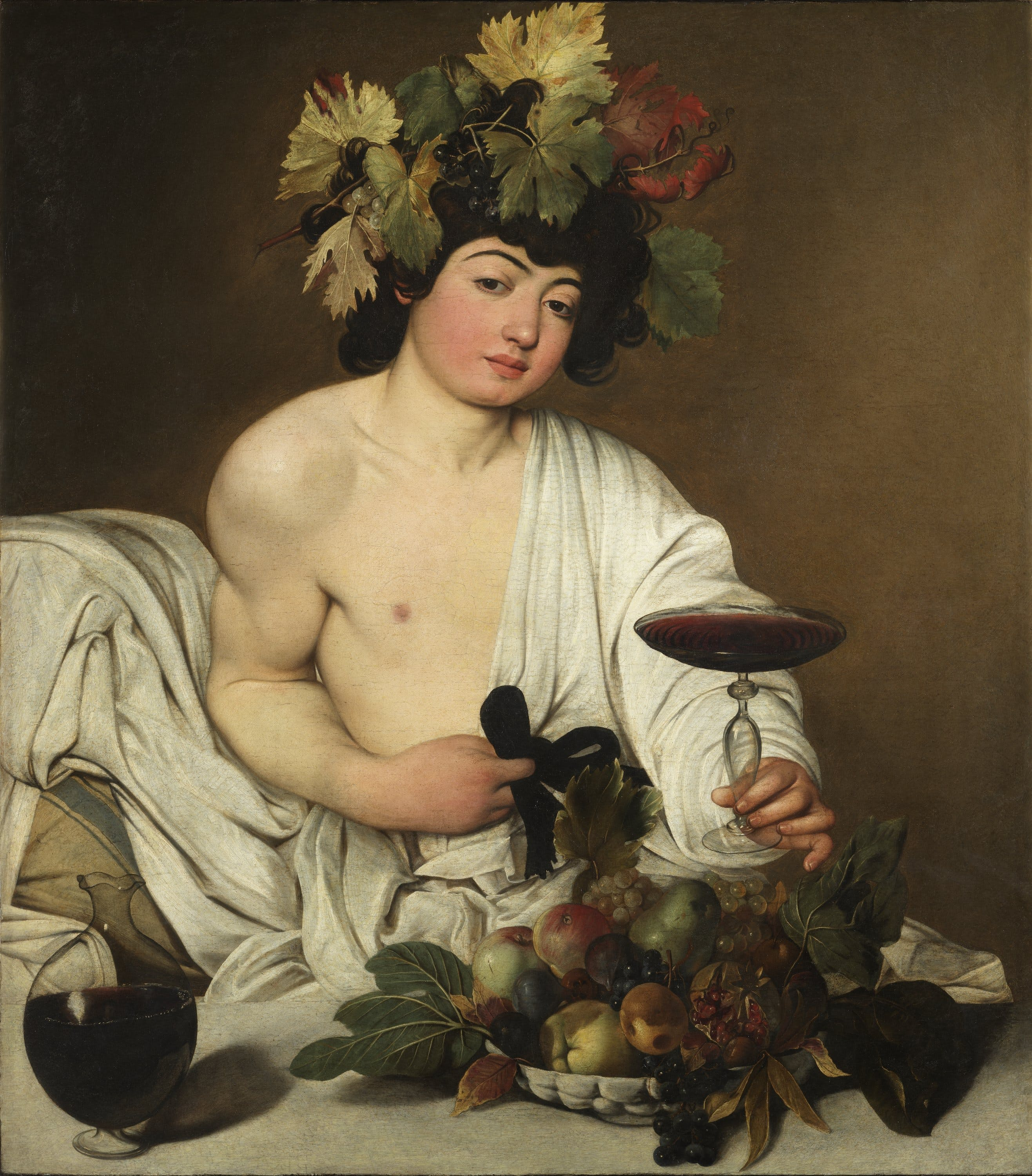
Caravaggio, Baco.
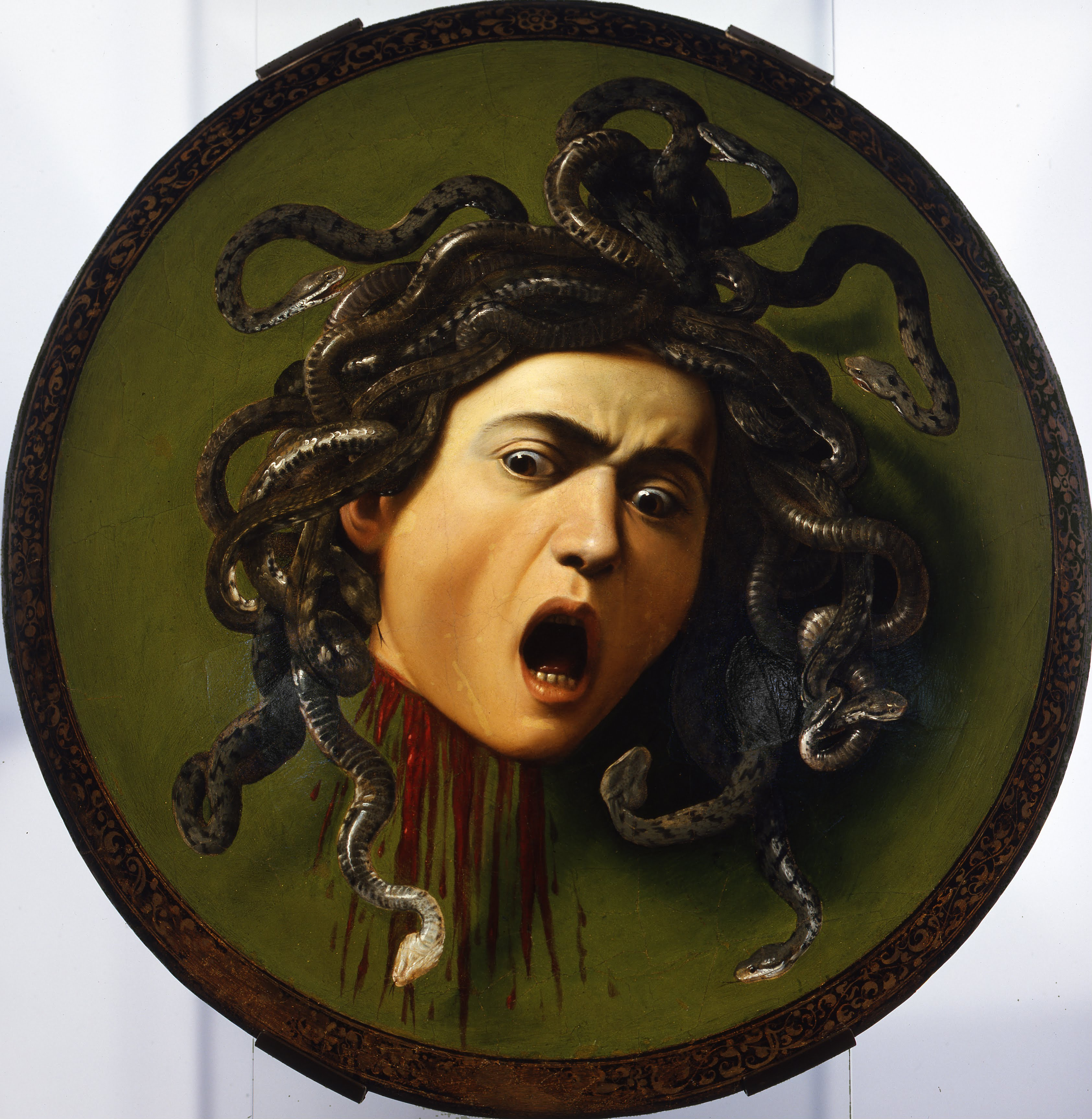
Caravaggio, La cabeza de Medusa.

## Visitantes
La Galería Uffizi fue el tercer museo más visitado de Italia entre 1998 y 2019 de acuerdo con el relevamiento de museos, monumentos y áreas arqueológicas estatales del Ministero della Cultura, en una lista liderada por el Coliseo y en la que los restos arqueológicos de Pompeya estuvieron en segundo lugar. Con la pandemia de COVID-19 se registró un abrupto descenso en la cantidad de visitantes.
A continuación se muestra la evolución de visitantes de la Galería Uffizi en los últimos años, que incluye tanto los visitantes que pagaron entrada como quienes ingresaron gratuitamente.
1. ↑  Las estadísticas del Ministerio de Cultura suman a la Galería Uffizi los visitantes del Corredor vasariano. Desde septiembre de 2019 hay también un billete combinado que incluye Uffizi, el Corredor vasariano, el Jardín de Bóboli y los museos del Palacio Pitti; dicho billete combinado también se incluye en estas estadísticas.